# Figuren aus Emergency Room – Die Notaufnahme
Dieser Artikel bietet einen Überblick über die Figuren aus der US-Krankenhausserie Emergency Room – Die Notaufnahme (1994–2009) und eine Zusammenfassung der bedeutsamsten, von den wichtigsten Figuren handelnden Geschichten.
Es gibt insgesamt 13 männliche und 13 weibliche Hauptfiguren – das sind Figuren, deren Darsteller in den Opening Credits als Hauptdarsteller geführt werden – sowie eine Fülle von Nebenfiguren. Der Artikel fasst die Geschichten der Hauptfiguren zusammen, die in der Regel episoden- und staffelübergreifend erzählt werden. Dabei werden – soweit möglich – charakterliche Besonderheiten verdeutlicht und die Entwicklungen des beruflichen und des privaten Lebens der Figuren wiedergegeben.
Außerdem bietet der Artikel einen Kurzüberblick über die wichtigsten Nebenfiguren und ihre Rollen. Eine komplettere Liste der Figuren und ihrer Darsteller gibt es im Artikel Liste der Darsteller der Fernsehserie Emergency Room – Die Notaufnahme.

## Hauptfiguren

### Mark Greene

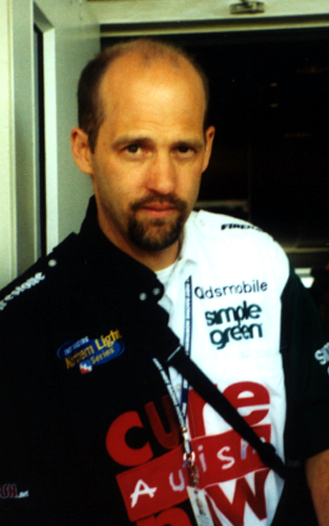
Anthony Edwards, Darsteller des Dr. Mark Greene

Dr. Mark Greene arbeitet als Notfallmediziner, in der ersten Staffel als leitender Assistenzarzt und ab der zweiten Staffel als Oberarzt sowie stellvertretender Leiter der Notaufnahme. Die verschiedenen, zeitintensiven Berufe Marks und seiner Frau Jennifer Greene führen zur Ehescheidung in der zweiten Staffel und zur Aufteilung des Sorgerechts für die gemeinsame Tochter Rachel, um die er sich berufsbedingt oftmals nicht seinen eigenen Ansprüchen gemäß kümmern kann. In der Episode Schwarzer Tag der ersten Staffel leitet er – unter Abwesenheit der zuständigen Gynäkologin – eine komplikationsbehaftete Geburt, in deren Folge die gebärende Mutter stirbt. Im Nachgang dieses Ereignisses, für das Greene auch von der Familie des Opfers verantwortlich gemacht wird, kommt es zu einem Kunstfehlerprozess gegen das Krankenhaus, das dadurch eine Millionensumme zahlen muss. An einem Tag in der dritten Staffel stirbt ein von Greene zunächst als nicht akut genug verletzt eingestufter Schwarzer, Greene widmet sich der Behandlung eines Weißen. Der Bruder des Schwarzen wirft ihm deshalb rassistisches Verhalten vor, wodurch es für Greene abermals zu einem juristischen Nachspiel kommt. Wenige Episoden nach dem Tag wird Greene im Toilettenraum verprügelt, ohne dass der Täter ermittelt wird. Dadurch wird er auch seelisch verletzt, sodass er sich einige Monate lang emotional unausgeglichen und teilweise aggressiv verhält. Die Erfahrungen aus dem Umgang mit seinen Verletzungen helfen ihm in der fünften Staffel bei der Behandlung eines folterbedingt unter einer posttraumatischen Belastungsstörung leidenden Patienten.
In der sechsten Staffel pflegt Greene zu Hause seinen an Lungenkrebs erkrankten Vater bis zu dessen Tod. In der fünften und sechsten Staffel verliebt er sich in seine Kollegin Dr. Corday. Die Verlobung, die Heirat und die Geburt der gemeinsamen Tochter folgen in der siebten Staffel. Darin lässt er sich zudem wegen eines lebensbedrohlichen Glioblastoms operieren, ein bösartiger Hirntumor; nach der OP hat er eine Wortfindungsstörung. Am Ende der siebten Staffel enthält Greene einem Amok gelaufenen Serienkiller, von dem er auch seine Familie bedroht sah, die überlebensnotwendige Defibrillation vor, sodass der Patient stirbt; Greene verheimlicht die Wahrheit. In der achten Staffel stellt sich heraus, dass Greenes Tumor rezidiviert und nunmehr inoperabel ist. Er bricht seine Arbeit und die Chemotherapie ab, um sich in den wenigen, verbleibenden Lebensmonaten privaten Dingen zu widmen. Seine letzten Wochen verlebt er, bei fortschreitendem körperlichen Verfall, auf Hawaii, einem Kindheitsort, wo er kurz vor Staffelende im Alter von 38 Jahren stirbt. Eine Rückblende auf einen seiner letzten Arbeitstage im Krankenhaus ist in der 15. Staffel zu sehen; darin stellt er sich – obwohl Weaver die Chefärztin ist – als Leiter der Notaufnahme vor.
Rachel bewirbt sich in der finalen Episode der Serie um eine Stelle als studentische Praktikantin in der Notaufnahme.
Dr. Greene wurde durch Anthony Edwards verkörpert und in der deutschen Synchronfassung von Hans Hohlbein gesprochen.

### Doug Ross

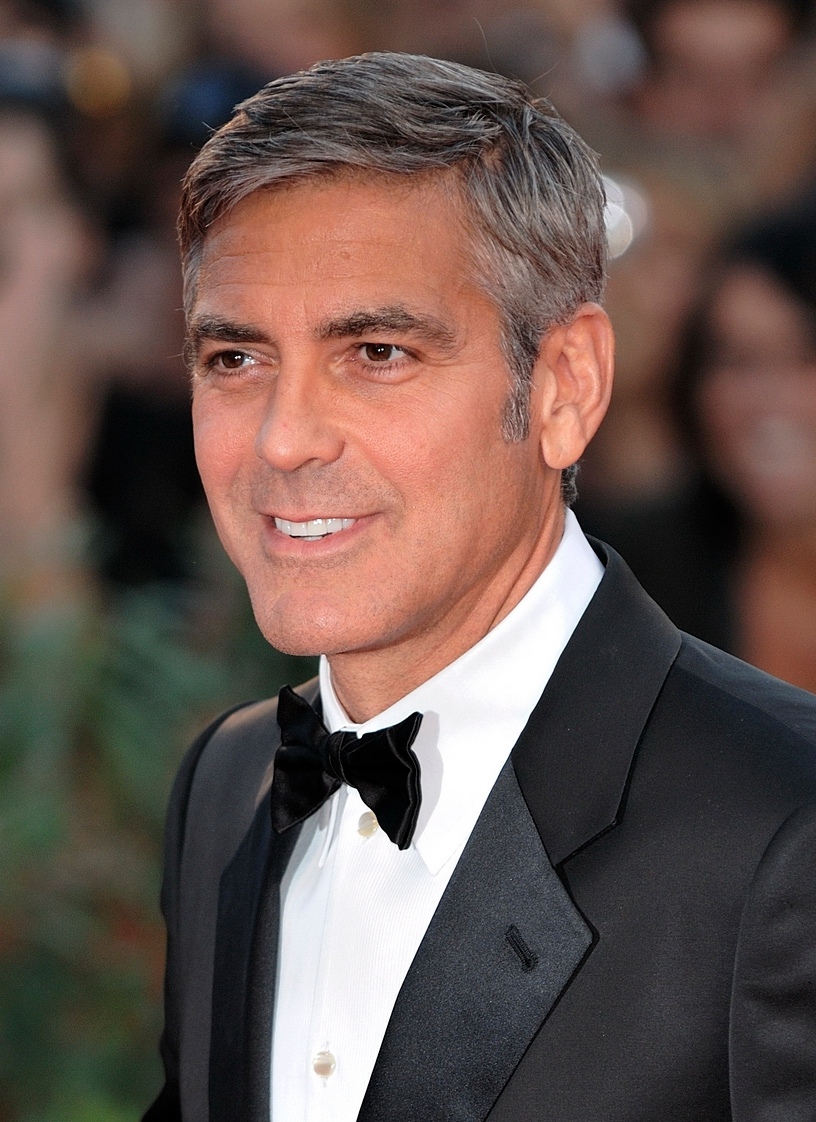
George Clooney, Darsteller des Dr. Doug Ross

Dr. Douglas Ross, meist nur kurz Doug genannt, ist ein auf Notfallpädiatrie spezialisierter Arzt, der in der Notaufnahme während der ersten vier Staffeln als Assistenzarzt tätig ist und in der fünften Staffel als Oberarzt. Er ist humorvoll und nimmt die Krankenhausvorschriften nicht besonders ernst. Zu Beginn der zweiten Staffel macht er sich wiederholt der Insubordination gegenüber dem Leiter der Pädiatrie schuldig, sodass dieser seinen auslaufenden Arbeitsvertrag nicht verlängern will. Bald darauf gerät Doug außerhalb des Krankenhauses zufällig in eine Situation, in deren Folge er ein Kind medienwirksam vor dem Tod bewahrt. Zur Vermeidung negativer Pressemeldungen wird sein Arbeitsvertrag verlängert.
Das Ende seiner Liebesbeziehung mit Carol ist im Pilotfilm, in dem er volltrunken behandelt wird, noch nicht lange vorbei. Als Frauenheld gelingt es ihm, sich recht schnell und einfach mit Frauen zu verabreden, die manchmal deutlich jünger sind als er. Mitunter hat er – wie auch sein bester Freund und Vorgesetzter Mark Greene in der Zeit zwischen seinen beiden Ehen – mehrere Liebhaberinnen gleichzeitig. Er geht sogar mit der Freundin seines Vaters, der ihn betrügt, sowie mit Müttern seiner jungen Patienten eine Beziehung ein. Doug und Carol werden in der vierten Staffel wieder ein Liebespaar und verloben sich. Am Ende jener Staffel führt er mit ihrer Hilfe bei einem Methadon-süchtigen Baby einen ultraschnellen Entzug durch, eine bislang kaum erprobte Behandlungsart. Dabei und in weiteren Fällen in der fünften Staffel belügt er Mark und verstößt er abermals bewusst gegen die Vorschriften, sodass seine Vorgesetzten seine Kompetenz und seine Ernennung zum Oberarzt sogleich wieder in Frage stellen. Nachdem sie erfahren haben, dass Doug einem ALD-kranken Patienten ungenehmigt ein Gerät zur patientengesteuerten Schmerztherapie verschrieben hat, kündigt er seine Stelle und verlässt die Stadt ohne Carol, die sich von ihm ebenfalls betrogen fühlt.
In der 15. Staffel ist er mit Carol verheiratet und praktiziert als Oberarzt mit ihr in einem Krankenhaus in Seattle.
Dr. Ross wurde durch George Clooney verkörpert und in der deutschen Synchronfassung von Detlef Bierstedt gesprochen.

### John Carter

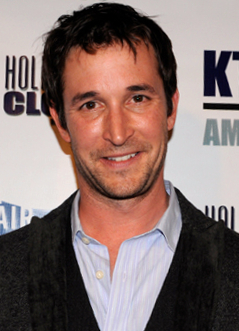
Noah Wyle, Darsteller des Dr. John Carter

John Truman Carter III. ist die am häufigsten auftretende Figur. Er ist in den ersten beiden Staffeln Medizinstudent in der Fachrichtung Chirurgie und meist unter der Leitung von Benton tätig. In dieser Zeit gerät er oft – wie auch andere Medizinstudenten im Serienverlauf – in Situationen, die sich am ehesten mit dem Sprichwort „Hochmut kommt vor dem Fall“ zusammenfassen lassen. Nach seiner Promotion arbeitet er in der dritten Staffel als Arzt im Praktikum (kurz: AiPler) in der Chirurgie, darunter auch der Kinderchirurgie, mit deren Leiterin er sogleich eine geheime Liebesbeziehung eingeht. In dem Jahr gerät er mit Benton in Streit über die Verantwortung für den Selbstmord eines befreundeten AiPlers, den Carter als von Benton zu streng angeleitet beurteilt. Am Ende des Jahres entschließt er sich – sehr zur Enttäuschung seiner Vorgesetzten –, fortan in der Notaufnahme zu arbeiten, weil er sein Talent beim emotionalen Umgang mit den Patienten dort am ehesten einzusetzen glaubt. Einhergehend mit seinem Fachrichtungs- und Abteilungswechsel zu Beginn der vierten Staffel muss er seine Assistenzarztzeit von vorn beginnen. Weil er zu einer Millionärsfamilie gehört, kann er seine Zeit als AiPler in der Notaufnahme ohne Bezahlung ableisten, die für ihn im Budget nicht mehr rechtzeitig eingeplant werden konnte. Die hauptberufliche Übernahme der bislang von seinen Großeltern geführten Carter-Stiftung lehnt er ab, weil er sich gänzlich dem Arztberuf verschrieben hat.
Ab der fünften Staffel arbeitet er weiterhin als Assistenzarzt in der Notaufnahme. In der sechsten geht er eine vorübergehende, sexuelle Beziehung mit einer früheren Bekannten ein, die wegen Brustkrebs eine Mastektomie vornehmen lässt; in einer Liebesszene ist auch ihre Brust mit den frischen Operationsnarben zu sehen. Später in der Staffel werden John und die Medizinstudentin Lucy Knight von einem schizophrenen Patienten in der Notaufnahme niedergestochen. Während Lucy ihren Verletzungen erliegt, wird John an einer Niere operiert. Infolge des Attentats und der Operation wird er eine Zeitlang emotional unausgeglichen und schmerzmittelabhängig. Hatte er in der vierten Staffel seinem Cousin – wenn auch vergeblich – noch selbst beim Bekämpfen von dessen Drogensucht geholfen, so schafft er es nun nur, nachdem ihm seine Entlassung angedroht wurde, und mit Bentons Hilfe, sich in eine Rehabilitationsklinik zu begeben. Nach mehrmonatigem, dortigem Aufenthalt und streng kontrolliert arbeitet er weiter, allerdings nicht ohne Rückfall in die Sucht, sodass er bei seiner Bewerbung um die Stelle als Funktionsoberarzt übergangen wird; diese erhält er durch Dr. Chens Kündigung in der achten Staffel aber trotzdem. In jener Staffel ermöglicht er es seiner eben erst geschiedenen Mutter, einen krebskranken Jungen im County behandeln zu lassen und so ihre Vergangenheit zu bewältigen, in der ihr anderer Sohn einst an Leukämie starb.
Ab der siebten Staffel hilft er manchmal Abby Lockhart bei der Bewältigung ihrer privaten Probleme. In der neunten Staffel ist er mit ihr liiert und steht dabei kurz vor einem Heiratsantrag. Auch wegen der Alkoholprobleme Abbys zerbricht die Beziehung. Bei einem 2-wöchigen Einsatz für Ärzte ohne Grenzen, der am Ende der neunten Staffel erzählt wird, in der DR Kongo gerät er in ernste Lebensgefahr. Drei Wochen nach seiner Rückkehr nach Chicago reist er erneut in den Kongo, wo er den totgeglaubten Kovac lebend findet (Staffel 10). Im Gegensatz zu Kovac bleibt Carter im Kongo. Während seiner 7-monatigen ärztlichen Tätigkeit in einem Krankenhaus in der Nähe von Kisangani verliebt er sich in die französisch-kongolesische Makemba Likasu, kurz Kem. Von ihm schwanger geworden, reist sie mit ihm zurück nach Chicago. Am Ende der zehnten Staffel erleidet sie eine Totgeburt. Darüber tieftraurig, verlässt sie Chicago, ohne sich von Carter zu trennen.
Spätestens ab der zehnten Staffel ist er Oberarzt. Nach dem Tod seiner Großmutter (Staffel 9), bis dahin Leiterin der Carter-Stiftung, wird er per testamentarischer Verfügung zum Stiftungsleiter. Als solcher treibt er in der elften Staffel seinen Plan voran, als Anbau zum County General ein Tagespflegezentrum errichten zu lassen, das der ambulanten Behandlung von sozial Schwachen dient und dessen Bau er mit 150 Mio. Dollar aus der Stiftung finanziert. Gegen Staffelende wird er zum Dozenten für Notfallmedizin ernannt, beendet kurz darauf aber seine Arbeit im County General, da es seine Absicht ist, mit Kem im Kongo zu leben. Die folgenden vier Jahre ist er als Arzt in einem Flüchtlingslager in der sudanesischen Krisenregion Darfur tätig; dabei ist er auch mit Patienten konfrontiert, die von den Dschandschawid verfolgt und vergewaltigt werden.
Schwer nierenkrank, kehrt er in der 15. Staffel nach Chicago zurück, um sich einer Dialyse zu unterziehen. Im Dialysezeitraum arbeitet er einige Schichten als Oberarzt in der Notaufnahme. In einem anderen Krankenhaus lässt er sich notgedrungen eine Niere transplantieren. Am Staffelende weiht er das nach seinem totgeborenen Sohn benannte Tagespflegezentrum feierlich ein.
John Carter wurde durch Noah Wyle verkörpert und in der deutschen Synchronfassung von Oliver Feld gesprochen.

### Susan Lewis
Dr. Susan Lewis ist in den ersten drei Staffeln Assistenzärztin in der Notaufnahme. Sie hat anfangs eine Liebesbeziehung mit dem Krankenhauspsychiater Dr. Cvetic, der nach einem Nervenzusammenbruch aber spurlos verschwindet. Im weiteren Verlauf gelingt es ihr bei ihrer Arbeit, die gegen sie von ihren Vorgesetzten erhobenen Inkompetenzvorwürfe auszuräumen. Ihre Schwester Chloe, die von ihr manchmal Geld und andere Hilfe fordert, ist anfangs drogensüchtig und arbeitslos. Chloe verschwindet spurlos, nachdem sie die von einem Unbekannten gezeugte Tochter Suzie zur Welt gebracht und bei Susan hinterlassen hat. Susan hat berufsbedingt anhaltende Schwierigkeiten, genügend Zeit für Suzie zu erübrigen. Chloe kehrt in der zweiten Staffel wieder und erhält die von Susan mittlerweile liebgewonnene Tochter zurück, jedoch erst nach der Empfehlung einer Richterin, dass Susan keinen Erfolg damit hätte, das Sorgerecht für das Baby für sich zu beanspruchen. In der dritten Staffel folgt Susan ihrer Schwester nach Phoenix und verlässt dazu das County General. Bei ihrer Abreise gesteht sie Mark Greene, ebenfalls in ihn verliebt zu sein.
In der achten Staffel kehrt sie als Oberärztin zurück in die Notaufnahme. Mit dem Rettungshelfer Chuck Martin hat sie ab der Folgestaffel eine Liebesbeziehung, aus der nach einer umgehend annullierten Spontan-Eheschließung ein Sohn hervorgeht. In der neunten Staffel behandelt sie einen Hodenkrebs erkrankten Jungen, in der zehnten einen erblindenden, suizidalen Mann. Beide Patienten begleitet sie an deren letzten Tagen auch privat. Ab der elften Staffel – ihre Schwangerschaft ist gerade vorbei – ist sie Chefärztin der Notaufnahme und als solche damit befasst, Maßnahmen zur Steigerung der Patientenzufriedenheit durchzusetzen. Dabei erfährt sie, dass das Innehaben einer Führungsfunktion zum Verlust von Freundschaften führen kann. Zu ihrer großen Enttäuschung wird sie gegen Staffelende bei ihrer Bewerbung als Dozentin für Notfallmedizin übergangen, auch, weil sie zu wenig Forschungsgelder für das Krankenhaus eingeworben hat. Um eine solche Stelle dennoch zu erhalten, verlässt sie das Krankenhaus und die Stadt zu Beginn der zwölften Staffel erneut dauerhaft.
Dr. Lewis wurde durch Sherry Stringfield verkörpert und in der deutschen Synchronfassung von Bettina Weiß gesprochen.

### Peter Benton

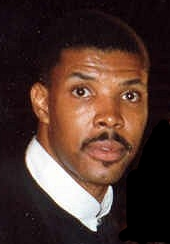
Eriq La Salle, Darsteller des Dr. Peter Benton

Dr. Peter Benton arbeitet im County General als Chirurg und als solcher teilweise auch in der Notaufnahme. In den ersten fünf Staffeln ist er Assistenzarzt. Wie auch Doug und andere Kollegen ist er wegen des Medizinstudiums hochverschuldet. Er ist zu Serienbeginn der einzige Schwarze unter den Hauptfiguren und verhält sich oft eigenwillig und verschlossen; das Sprechen über seine eigenen Gefühle fällt ihm schwer. In der zweiten Staffel ermittelt er, dass der leitende Thoraxchirurg die Ergebnisse seiner Studie geschönt hat. Bentons Bemühungen in der dritten Staffel, sich auf Kinderchirurgie zu spezialisieren, scheitern wegen seines mangelnden Einfühlungsvermögens. Gegen Ende der fünften Staffel nimmt er eine neu geschaffene Stelle als Unfallchirurg an; sein Vorgesetzter Dr. Romano sieht darin Bentons Talente vergeudet. Zu Beginn der siebten Staffel behandelt Benton entgegen Romanos Verbot, das gegen die Patientenrechte verstößt, einen Dialysepatienten weiter, dessen Krankenversicherung bankrott ist. Das Krankenhaus muss in der Folge eine 5-stellige Schadensersatzsumme zahlen. Um dieses Geld anderenorts einzusparen, und wegen illoyalem Verhalten entzieht Romano ihm die eben erst erhaltene Stelle als Oberarzt. In der Folge ist er gezwungen, eine deutlich schlechter bezahlte Stelle als freier Mitarbeiter im County anzunehmen. Als auch wegen seiner Hautfarbe neu ernannter Gleichstellungsbeauftragter verhilft er einem zuvor aussortierten Schwarzen zur Zulassung zum Medizinstudium.
In der dritten Staffel gebiert seine kurzzeitige Sexualpartnerin Carla, die er weder liebt noch heiratet, den Sohn Reese, dessen Vaterschaft sie Benton zuschreibt und der, als Frühgeburt zur Welt gekommen, stark schwerhörig ist. Reese erhält deshalb ein Hörgerät und lernt, per Gebärdensprache zu kommunizieren. Um seine Versorgung kümmern sich wechselnd Benton, seine Schwester Jackie, Carla und deren Partner Roger, der zum Stiefvater für Reese wird. Bentons vorübergehende Liebesbeziehung zu Elizabeth Corday ist ihm anfangs wegen der unterschiedlichen Hautfarben unangenehm. In der sechsten Staffel erfährt Benton von Carla, dass Reese womöglich doch nicht von ihm gezeugt wurde. In der achten Staffel kämpft Benton nach dem Unfalltod Carlas gegen Roger juristisch um das Sorgerecht für Reese. Durch einen Vaterschaftstest erweist sich erst nun, dass Benton tatsächlich nicht der leibliche Vater ist. Er erhält das Sorgerecht zugesprochen, nachdem er eine weniger zeitintensive Arbeitsstelle in einem anderen Krankenhaus angenommen hat, in dem auch seine Geliebte Dr. Finch arbeitet. In der 15. Staffel ist er als Allgemeinchirurg im Northwestern University Hospital zu sehen.
Dr. Benton wurde durch Eriq La Salle verkörpert und in der deutschen Synchronfassung von Stefan Fredrich (Staffeln 1–4) bzw. Jörg Hengstler (ab Staffel 5) gesprochen.

### Carol Hathaway

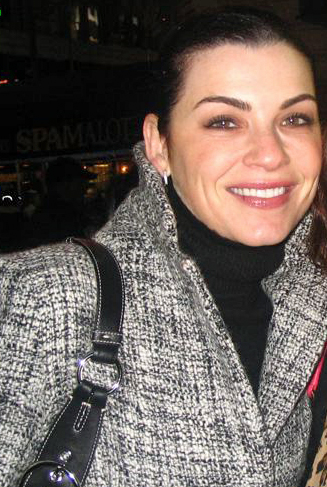
Julianna Margulies, Darstellerin der Carol Hathaway

Carol Hathaway ist Oberschwester in der Notaufnahme. Nach einer gescheiterten Liebesbeziehung mit Doug unternimmt sie im Pilotfilm einen Selbstmordversuch, den sie nur knapp überlebt. Ihre Heirat mit dem Oberarzt Taglieri bläst sie in letzter Minute ab, weil sie ihn nicht wirklich liebt. Ihre Beziehung zu einem Rettungssanitäter in der zweiten Staffel beendet sie, weil er sich wegen seiner Neigung zu Gewalt nicht in Therapie begeben will. Zu ihren hervorstechendsten Eigenschaften gehört es, sich und ihren Mitmenschen ihre eigenen Fehler einzugestehen, wofür nicht zuletzt der Selbstmordversuch verantwortlich ist. Zum Beispiel verweigert sie sich in der dritten Staffel dem Ansinnen von Mark und der Pflegedienstleitung, sie für das versehentliche Verabreichen von Blut der falschen Blutgruppe straflos zu lassen; sie wird vorübergehend suspendiert. Im selben Jahr bricht sie ein begonnenes Medizinstudium wieder ab, weil Krankenschwester zu sein ihre wahre Berufung ist. In der vierten Staffel eröffnet sie mit Geld, das sie von der Carter-Stiftung einwirbt, neben der Notaufnahme eine Sozialstation, die der Nachsorge von in der Notaufnahme behandelten Patienten dient und gut besucht wird.
Nachdem Doug seine Arbeit in der Notaufnahme in der fünften Staffel aufgegeben hat, lässt er auch Carol zurück. Mittlerweile ist sie von ihm mit weiblichen Zwillingen schwanger. Diese bringt sie in der sechsten Staffel zur Welt, ehe auch sie ihre Arbeitsstelle und die Stadt verlässt, um fortan mit Doug und den Kindern in Seattle zu leben. Bei einem Kurzauftritt in der 15. Staffel führen Doug und Carol in Seattle eine Arztpraxis.
Carol Hathaway wurde durch Julianna Margulies verkörpert und in der deutschen Synchronfassung von Anke Reitzenstein (Staffeln 1–2, 6) bzw. Cathrin Vaessen (Staffeln 3–5, 15) gesprochen.

### Jeanie Boulet

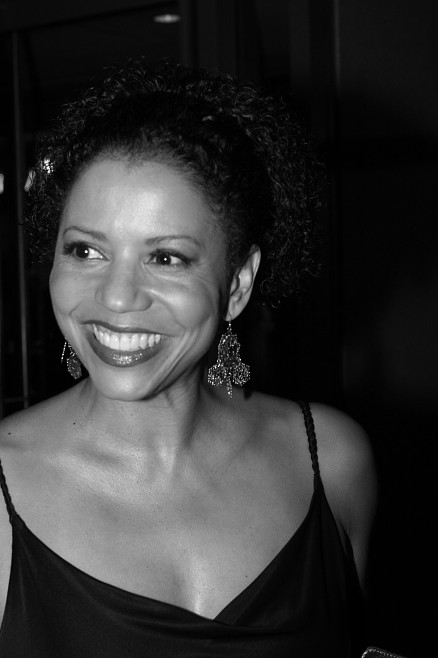
Gloria Reuben, Darstellerin der Jeanie Boulet

Jeanie Boulet wird in der ersten Staffel sowohl als Physiotherapeutin als auch als Privatpflegerin für Bentons altersschwache Mutter in die Handlung eingeführt. Bei einer kurz währenden Liebesbeziehung mit ihm ist sie ihrem Ehemann Al untreu. Ab der zweiten Staffel arbeitet sie als Physician Assistant (Arztassistent) in der Notaufnahme. Bald erfährt sie, dass sie von Al, der ihr ebenfalls untreu war, unabsichtlich mit HIV infiziert wurde. Sie hält ihre Infektion wegen der Furcht vor dem Verlust ihres Arbeitsplatzes zunächst geheim, auch mit Weavers Hilfe. Nachdem ihre anderen Kollegen durch Indiskretion von einem HIV-positiven Mitarbeiter erfahren haben, gibt sie ihre Erkrankung offen zu und es sprechen sich ihre Vorgesetzten aus Furcht vor negativen juristischen Folgen für ihre Weiterbeschäftigung aus. Sie darf zur Vermeidung der Ansteckung von Patienten lediglich keine stark blutenden oder eitrigen Wunden mehr behandeln.
Im Laufe der Zeit und mit kollegialer Hilfe gewinnt sie an Selbstvertrauen, mit ihrer Erkrankung zu leben. Nachdem sie wegen Einsparmaßnahmen entlassen wurde, erreicht sie juristisch und mit dem Argument, sie gehöre HIV-bedingt zu einer schützenswerten Minderheit, ihre Weiterbeschäftigung. Al hingegen verlässt die Stadt und Jeanie wegen der Furcht vor Stigmatisierung unter seinen Bauarbeiter-Kollegen. Jeanie ist unter ihren Kollegen hochgeschätzt und wird sogar vom ärztlichen Direktor als Privatpflegerin für seinen Sohn engagiert, der an Knochenmarkkrebs erkrankt ist und stirbt. In der Zeit ihrer Zugehörigkeit zu den Hauptfiguren zeigen sich bei ihr keine nennenswerten AIDS-Symptome. In der fünften bricht bei ihr Hepatitis C aus, jedoch klingen die Symptome rasch wieder ab. In der sechsten heiratet sie einen HIV-negativen Polizisten, mit dem sie ein HIV-positives Baby adoptiert, für dessen Betreuung sie ihre Stelle kündigt. Bei einem Auftritt in der 14. Staffel ist sie längst geschieden und Leiterin einer Hilfsstelle für HIV-Kranke; bei ihrem Adoptivsohn bricht AIDS aus.
Jeanie Boulet wurde durch Gloria Reuben verkörpert und in der deutschen Synchronfassung von Carola Ewert (Staffeln 1–6) bzw. Anna Carlsson (Staffel 14) gesprochen.

### Kerry Weaver

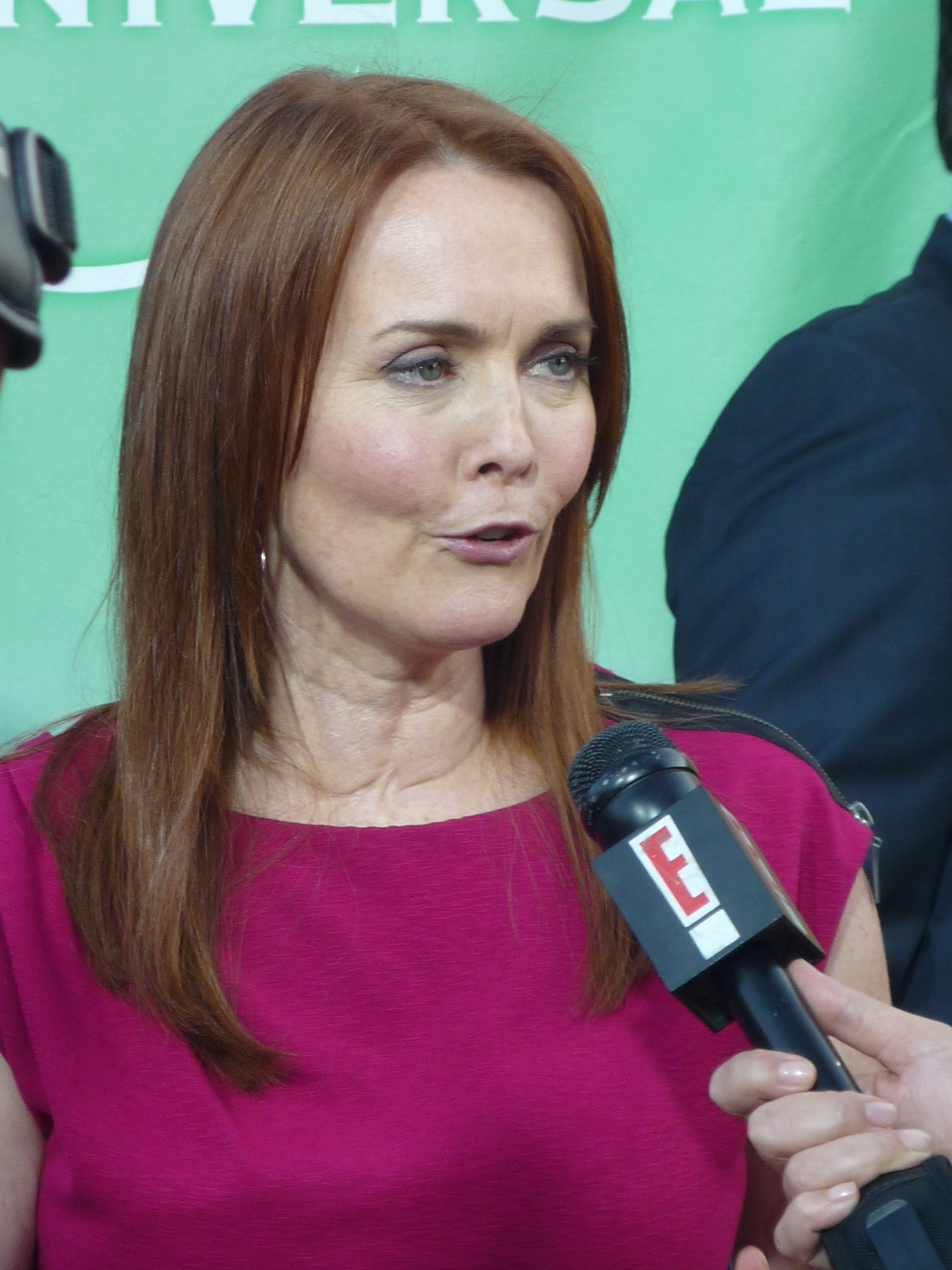
Laura Innes, Darstellerin der Dr. Kerry Weaver

Dr. Kerry Weaver ist die mit Abstand in den meisten Episoden auftretende weibliche Hauptfigur. Sie ist in der zweiten Staffel als leitende Assistenzärztin und ab der Folgestaffel als Oberärztin in der Notaufnahme tätig. Sie hat ein Talent und eine Vorliebe für administrative Tätigkeiten, die sie gern zur Reorganisation und Effektivierung von Arbeitsabläufen einsetzt. Eines ihrer wichtigsten Prinzipien ist Vorschriftentreue. In der vierten und fünften Staffel übernimmt sie kommissarisch die Funktion der Notaufnahmeleiterin. Als solche setzt sie sich zunächst dafür ein, zwecks Kostenersparnis die Notaufnahme-Managementfirma Synergix zu engagieren; sie rückt von der Empfehlung aber wieder ab, weil die meisten der von Synergix übernommenen Notaufnahmen wenig später geschlossen wurden, und weil sie dadurch die Patientenversorgung gefährdet sieht.
Von der sechsten bis zur neunten Staffel leitet sie die Notaufnahme offiziell. Ein folgenschweres Missgeschick unterläuft ihr in der achten Staffel, als man sie in der Notaufnahme benötigt, sie aber ihren Pieper vergisst und deshalb nicht erreichbar ist. Auch, um sich vor dem Bekanntwerden dieses Vorfalls zu schützen, entlässt bzw. degradiert sie zwei Ärzte, die damit zum Bauernopfer werden. Später wird ihr Fehler aber dennoch bekannt. Ab der neunten Staffel ist sie ärztliche Leiterin und auch deshalb deutlich seltener zur Behandlung von Patienten in der Notaufnahme.
Bis einschließlich der sechsten Staffel erfährt der Zuschauer nur wenig über Weavers Privatleben. Dazu gehört auch eine kurze heterosexuelle Beziehung in der vierten Staffel. In der siebten Staffel freundet sie sich mit der Kollegin und Krankenhauspsychiaterin Dr. Legaspi an, die lesbisch ist. Im Laufe der Beziehung wird auch Weaver lesbisch. Legaspi trennt sich wieder von ihr, weil Weaver ihre sexuelle Orientierung nicht öffentlich leben will. Von der Folgestaffel an ist Weaver mit der Feuerwehrfrau Sandy Lopez liiert. Von Lopez durch einen plötzlichen, öffentlichen Kuss zum Outing gezwungen, lebt sie die neue Beziehung nunmehr offen. Ihr gemeinsames Vorhaben, nach der Einnahme von Hormonen ein Kind auszutragen, scheitert zunächst durch eine Fehlgeburt Weavers. Daraufhin wird Lopez leibliche Mutter und gebiert einen mit einer Samenspende gezeugten Sohn, dessen Elternschaft sie mit Weaver übernimmt. Wenige Monate später, gegen Ende der zehnten Staffel, stirbt Lopez bei einem Löscheinsatz. Weaver kämpft zunächst juristisch gegen Lopez’ Eltern um das Sorgerecht und erhält es schließlich auch zugesprochen.
In der neunten Staffel hilft Weaver einem als Patient eingelieferten Stadtrat durch Fälschung der Krankenakte, seine Syphilis-Erkrankung vor der Öffentlichkeit zu verbergen. Der bedankt sich beim Krankenhaus mit einer Millionenspende und bei Weaver mit ihrer Ernennung zur medizinischen Beraterin von Cook County. Indem er sie mit einer Budgetkürzung für das Krankenhaus erpresst, behandelt sie seinen Sexualpartner ebenso diskret, sodass seine Homosexualität vor der Öffentlichkeit verborgen bleibt. Einen von Weaver gemachten Diagnosefehler, durch den dieser Patient stirbt, hält sie gemeinsam mit dem Stadtrat geheim.
Weaver ist anfangs gehbehindert und deshalb auf eine Gehhilfe angewiesen. Erst in der Episode Ich bin wie ich bin (Staffel 11) erfahren die Zuschauer, dass sie an einer angeborenen Hüftdysplasie leidet, durch die sie auf die Gehhilfe angewiesen ist. Darin trifft sie zudem erstmals ihre leibliche Mutter, deren Entdeckung ihr bereits in der achten Staffel von einem Privatdetektiv mitgeteilt wurde. Die christlich gläubige Mutter kann Weavers Homosexualität nicht akzeptieren. Durch die Gehhilfe ist Weaver selbst bei Notoperationen nicht eingeschränkt. Das ändert sich durch einen Sturz in der zwölften Staffel, in dessen Folge sie sich an der Hüfte operieren lässt, sodass sie keine Gehhilfe mehr benötigt.
In der zwölften Staffel stellt sie als Krankenhaus-Personalchefin den Oberarzt Victor Clemente in der Notaufnahme ein. Clemente entwickelt sich, ausgelöst durch seine persönlichen Probleme, zu einer großen Belastung für das Personal und wegen einer Schadensersatzklage eines Patienten auch für das Krankenhaus. Nach Beginn der 13. Staffel nimmt Weaver die Verantwortung für den Misserfolg bzgl. Clemente auf sich, indem sie als Personalchefin zurücktritt. Im folgenden halben Jahr ist sie weiterhin als gewöhnliche Oberärztin tätig. In der Zeit probiert sie sich hobbymäßig als Fernsehreporterin für medizinische Reportagen aus, mit deren Produzentin sie eine Liebesbeziehung eingeht. In der Mitte der 13. Staffel kündigt sie, nachdem Chefarzt Kovac ins Auge gefasst hatte, sie wegen Einsparmaßnahmen zu entlassen.
Dr. Weaver wurde durch Laura Innes verkörpert und in der deutschen Synchronfassung von Liane Rudolph gesprochen.

### Anna Del Amico

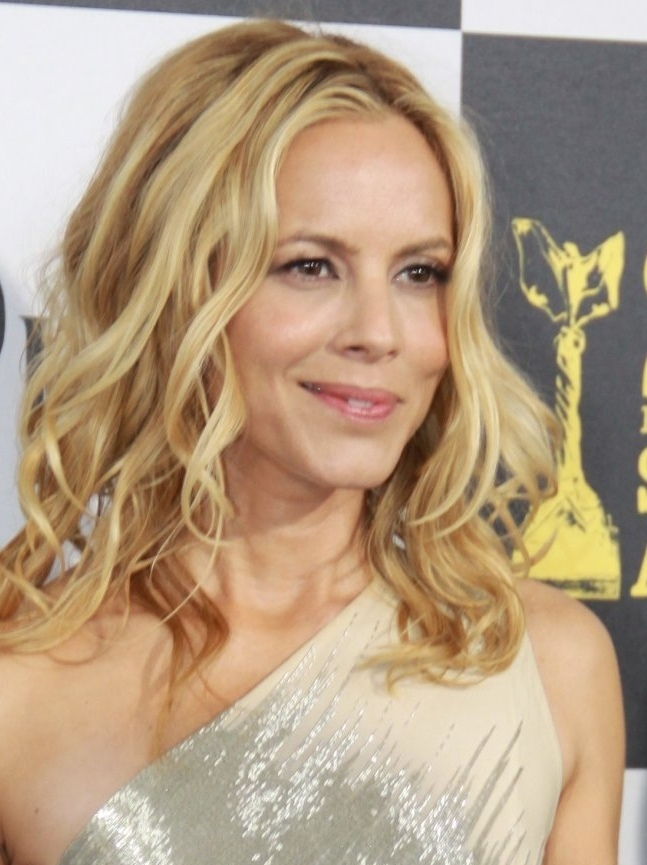
Maria Bello, Darstellerin der Dr. Anna Del Amico

Dr. Anna Del Amico beginnt kurz vor dem Ende der dritten Staffel, als pädiatrische Assistenzärztin in der Notaufnahme zu arbeiten, kündigt aber aus privaten Gründen ein Jahr später wieder.
Dr. Del Amico wurde durch Maria Bello verkörpert und in der deutschen Synchronfassung von Debora Weigert gesprochen.

### Elizabeth Corday

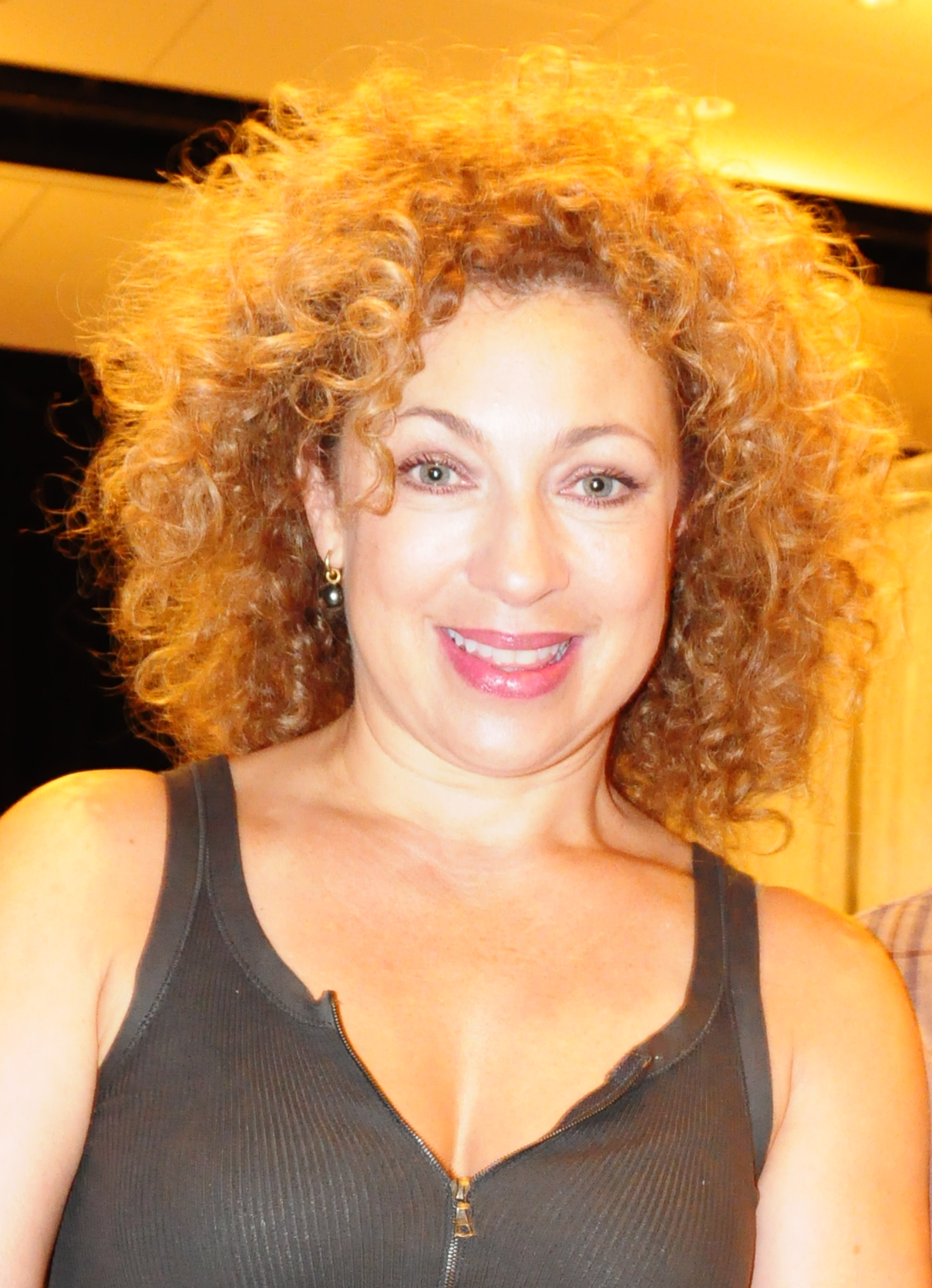
Alex Kingston, Darstellerin der Dr. Elizabeth Corday

Dr. Elizabeth Corday, von Romano meist nur Lizzy genannt, ist eine englische Chirurgin, die in der vierten Staffel als von ihm gesponserte Hospitantin in der Unfallchirurgie tätig ist. Romano versagt ihr nach einem Jahr erfolgreicher Arbeit das weitere Sponsoring, nachdem sie seine Bitte um ein Rendezvous abgelehnt hat. Sie nimmt zu Beginn der fünften Staffel eine Stelle als chirurgische AiPlerin an und damit einen großen beruflichen Rückschritt in Kauf. In dieser Position unterläuft ihr während einer 36-stündigen Bereitschaftsschicht wegen Übermüdung ein gravierender Behandlungsfehler, zudem schläft sie während einer Operation ein; vor dem versammelten medizinischen Kollegium tritt sie deshalb für angemessenere Arbeitszeiten ein. Nach einem Jahr in der Stellung erhält sie mit Romanos Unterstützung eine neue Stelle als thoraxchirurgische Oberärztin und die Funktion der stellvertretenden Chefärztin der Chirurgie. In der sechsten Staffel behandelt sie einen Mörder, von dem sie – polizeilich veranlasst und mit der Drohung, ihm die Behandlung zu verweigern, – die Preisgabe von Informationen erpresst. Wegen eines bevorstehenden privaten Termins unterläuft ihr ein weiterer Behandlungsfehler, wodurch sie in einem Kunstfehlerprozess lügt und es einen millionenschweren Vergleich gibt. Nach dem Ende ihrer Schwangerschaft wird sie beschuldigt, für den durch postoperative Sepsis verursachten Tod mehrerer, von ihr operierter Patienten verantwortlich zu sein. Zu ihrer Verteidigung ermittelt sie, dass auch der leitende Anästhesist als Verantwortlicher in Frage kommt. Der Ausgang dieses Handlungsstrangs bleibt jedoch offen.
Nach dem Tod Mark Greenes zur Witwe geworden, ist sie alleinerziehend. Als der Medizinstudent Paul Nathan sein chirurgisches Praktikum absolviert, lässt sie ihn wegen der Behinderung durchfallen, die seine Parkinson-Krankheit darstellt. Ab der zehnten Staffel leitet sie die Chirurgie. Kurz nach Beginn der elften Staffel lässt sie sich durch Carter zu einem bewussten Verstoß gegen die Transplantationsvorschriften bewegen; sowohl Spender als auch Empfänger des Transplantats sind HIV-positiv. Als die Krankenhausleitung sie deshalb mit einer empfindlichen Degradierung bestrafen will, kündigt sie und kehrt sie nach England zurück. In der 15. Staffel ist sie kurz als leitende Chirurgin an der Duke University in North Carolina zu sehen.
Dr. Corday wurde durch Alex Kingston verkörpert und in der deutschen Synchronfassung von Peggy Sander gesprochen.

### Lucy Knight

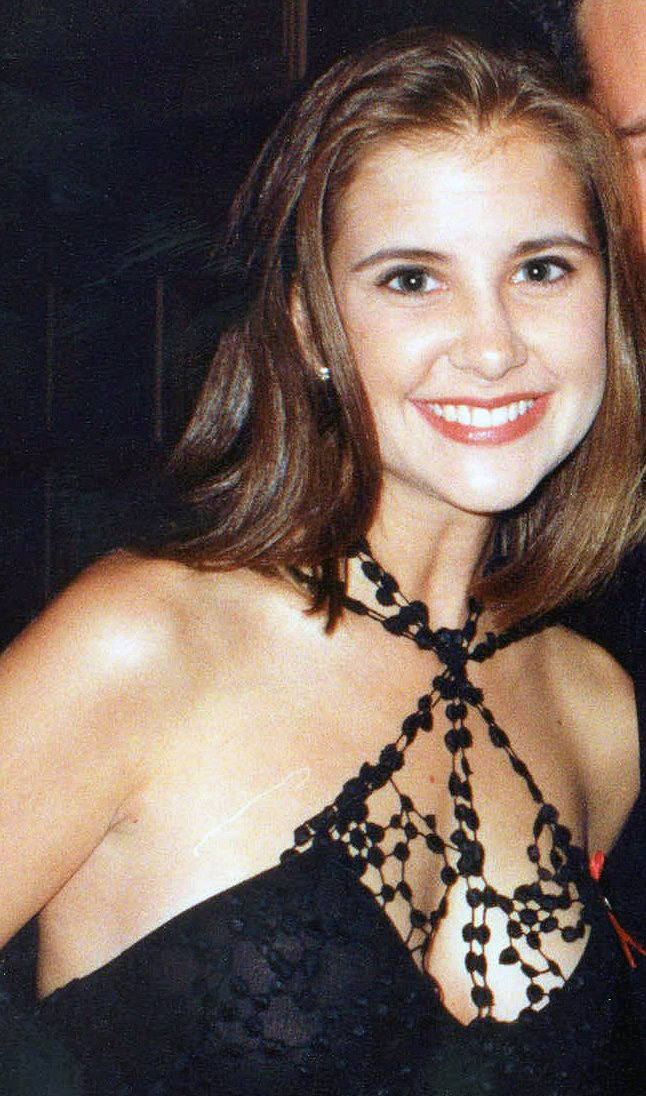
Kellie Martin, Darstellerin der Lucy Knight

Lucy Knight ist Medizinstudentin und absolviert ab der fünften Staffel im Krankenhaus ein Praktikum, welches sie zunächst in der Notaufnahme verbringt und in der sechsten Staffel in der psychiatrischen Abteilung. Um konzentriert arbeiten zu können, nimmt sie Ritalin ein. Sie wird in der sechsten Staffel von einem schizophrenen Patienten tödlich verletzt.
Lucy Knight wurde durch Kellie Martin verkörpert und in der deutschen Synchronfassung von Bianca Krahl gesprochen.

### Robert Romano
Dr. Robert Romano, der sich auch mit dem Spitznamen Rocket (deutsch: „Rakete“) ansprechen lässt, wird in der vierten Staffel als Chirurg in die Handlung eingeführt. Zu seinen auffälligsten Eigenschaften gehört kaltschnäuziges und scharfzüngiges Verhalten gegenüber Mitarbeitern und Untergebenen. Von anderen Mitarbeitern wird er als arrogant, bösartig, sexistisch und aggressiv charakterisiert. Gegenüber den lesbischen Mitarbeiterinnen Dr. Legaspi und Dr. Weaver macht er manchmal anzügliche bzw. sexistische Bemerkungen. Nur selten verhält er sich einfühlsam. In der fünften Staffel leitet er kommissarisch die Notaufnahme, ab der sechsten ist er sowohl Chefarzt der Chirurgie als auch ärztlicher Direktor.
Zu Beginn der neunten Staffel ereignet sich auf dem Hubschrauberlandeplatz auf dem Krankenhausdach ein schrecklicher Unfall, bei dem Romano durch den Heckrotor eines Rettungshubschraubers der linke Arm oberhalb des Ellbogens abgetrennt wird. Der Arm wird zwar umgehend reimplantiert, jedoch kann Romano damit seine Motorik nicht wiedererlangen; sodass er ihn sich am Staffelende amputieren lässt. In der Zwischenzeit scheitert er wegen seiner Behinderung darin, weiterhin als Chirurg zu operieren. Er verliert seine Posten als ärztlicher Leiter und als chirurgischer Chefarzt und wird dafür kurz vor dem Ende der neunten Staffel widerwillig zum Chefarzt der Notaufnahme berufen. Dort lässt er seinen Frust und seine Verärgerung an den Angestellten aus, denen gegenüber er sich feindselig und teilweise rassistisch verhält. In der zehnten Staffel arbeitet er teilweise mit einer Armprothese und ist er für das Personal wegen häufiger Beleidigungen weiterhin eine große Belastung. In der Staffelmitte ist es abermals ein Rettungshelikopter, der ihm zum Verhängnis wird: Durch einen plötzlichen Wechsel der Windrichtung stürzt das Fluggerät auf das Krankenhausdach und danach direkt in die Einfahrt der Notaufnahme, wobei Teile des Krankenhauses verwüstet werden und er getötet wird.
Bei seiner Trauerfeier, die von den meisten Krankenhausmitarbeitern gemieden wird, stellt sich heraus, dass er keine Familie hatte. Ein Großteil seines Nachlasses wird dem Krankenhaus vererbt, auch deshalb erklärt das County General auf Veranlassung des Personalrats das Krankenhaus mittels einer Gedenktafel zum „Robert-Romano-Gesundheitszentrum für Schwule, Lesbierinnen, Bisexuelle und Transsexuelle“, allerdings zur großen Verwunderung der Angestellten. Zu der Zeit ist beim Krankenhaus noch eine Klage einer Patientin anhängig, die ihm Frauenfeindlichkeit vorwirft.
Dr. Romano wurde durch Paul McCrane verkörpert und in der deutschen Synchronfassung von Martin Keßler gesprochen.

### Luka Kovač

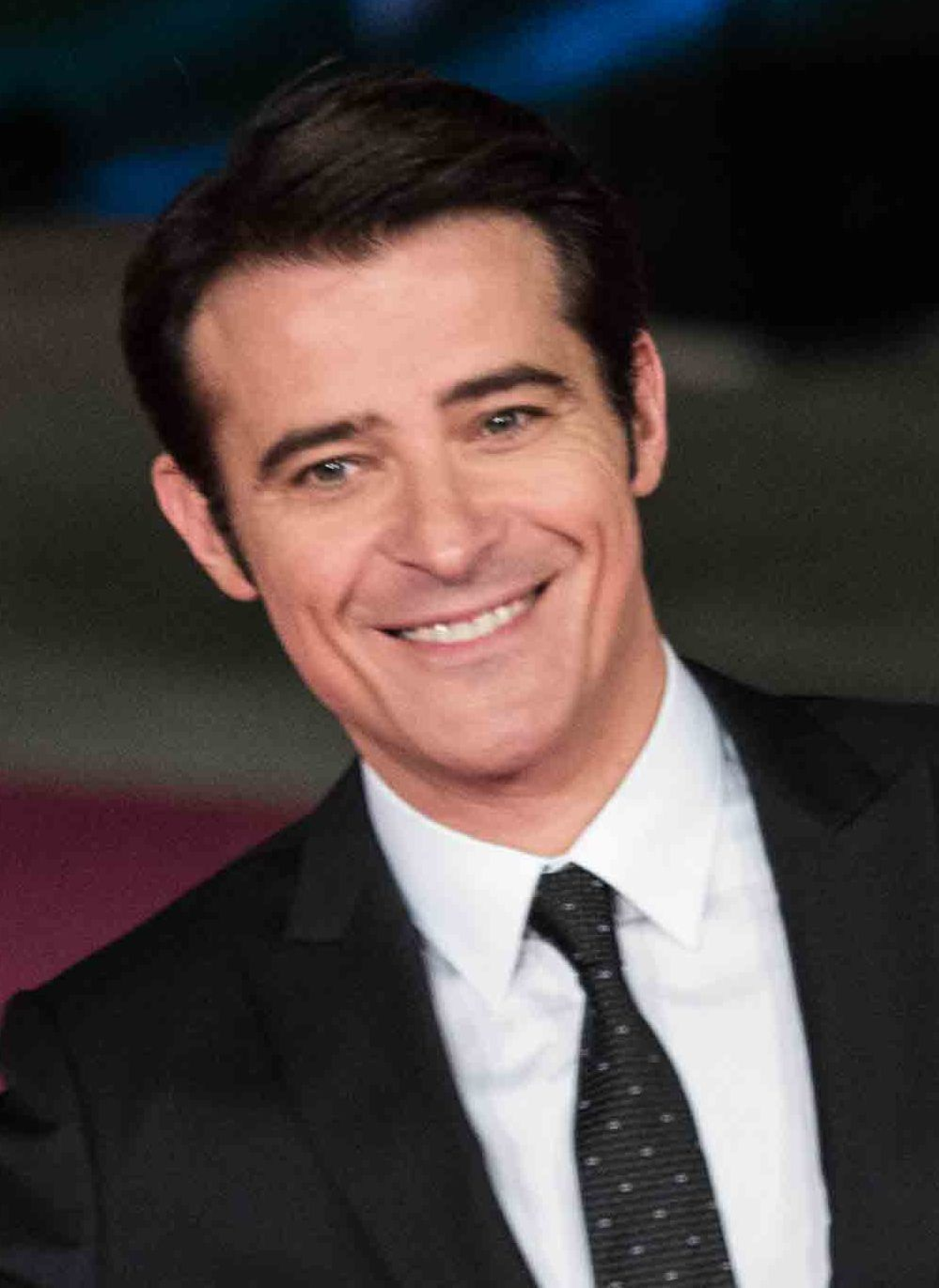
Goran Višnjić, Darsteller des Dr. Luka Kovač

Der kroatischstämmige und mit kroatischem Akzent sprechende Dr. Luka Kovač wird in der sechsten Staffel als Springer in die Handlung eingeführt und wird nach wenigen Episoden als Oberarzt in der Notaufnahme fest angestellt. Als Kind katholisch erzogen, verlor er durch den Tod seiner Frau und seiner beiden Kinder im Kroatienkrieg seinen christlichen Glauben. Ein katholischer Bischof, den er in der siebten Staffel behandelt, überzeugt ihn davon, über seine Kriegserlebnisse zu sprechen, die auch in Rückblenden wiedergegeben werden.
In der achten Staffel ist er mit einer Freundin liiert, die dabei schwanger wird und ihm, nachdem sie sich von ihm getrennt hat, die Abtreibung des Fötus verschweigt. Besonders in der neunten Staffel ist er ein tragischer Frauenheld: Er hat in kurzer Folge wechselnde sexuelle Beziehungen zu Krankenschwestern, durch deren Veranlassung er kurzzeitig suspendiert wird, und mit einer Prostituierten. Mit einer Praktikantin hat er, auch infolge von Übermüdung, einen Autounfall. Gegen Ende der neunten Staffel reist er für einen Einsatz für Ärzte ohne Grenzen in die Demokratische Republik Kongo. Dort hilft er mehrere Wochen lang in einem Krankenhaus aus, ehe er mit einigen Patienten zwischen die Fronten kriegerischer Auseinandersetzungen und in ernste Lebensgefahr gerät. Nachdem die Miliz Mai-Mai seine Begleiter exekutiert hat und er seiner Hinrichtung entgegensieht, betet er. Deshalb, und weil er ein kürzlich geschenktes Jesuskreuz um den Hals trägt, verschonen ihn die Milizionäre in der Annahme, er sei ein Priester. Malaria-krank und dem Tode nahe wird er von Carter gefunden.
Nach Chicago zurückgekehrt und wieder genesen, lernt er in der zehnten Staffel die neue Krankenschwester Sam Taggart kennen. Er hilft ihr bei der Betreuung ihres Sohns und deckt sie, als sie die gemeinsame Freundschaft für eigenmächtiges Behandeln von Patienten ausnutzt. Nachdem die Beziehung zu Beginn der zwölften Staffel zerbrochen ist – auch, weil Sam im Gegensatz zu ihm keinen Kinderwunsch mehr hat –, verliebt er sich erneut in Abby Lockhart. In der zwölften Staffel übernimmt er zudem die Leitung der Notaufnahme. Die Geburt des gemeinsamen Sohns folgt in der 13. Staffel. In jener Staffel hat Curtis Ames, einer seiner früheren Patienten, in einem Gerichtsprozess keinen Erfolg damit, Schmerzensgeld für die Folgen eines Schlaganfalls einzuklagen, den Ames nach einer von Kovač durchgeführten, mutmaßlichen Fehlbehandlung erlitten hatte. Ames wird, darüber schwer verbittert, zu einem Stalker für Kovač und dessen Familie, entführt ihn rachsüchtig, foltert ihn und begeht schließlich Suizid.
Verbittert über Bürokratie und andere unangenehme Pflichten tritt er kurz vor dem Ende der 13. Staffel als Chefarzt zurück. Zu der gleichen Zeit heiratet er Abby. Wenig später lässt er sie allein, um bei seinem erkrankten Vater in Kroatien zu sein. Nach seiner Rückkehr nach Chicago tritt er seine Arbeit im County General nicht mehr an, sondern arbeitet als Arzt in einem Hospiz. Kurz nach Beginn der 15. Staffel verlässt er mit seiner Familie Chicago dauerhaft in Richtung Boston.
Dr. Kovač wurde durch Goran Višnjić verkörpert und in der deutschen Synchronfassung von Klaus-Peter Grap gesprochen.

### Cleo Finch
Dr. Cleo Finch arbeitet ab der sechsten Staffel als pädiatrische Assistenzärztin in der Notaufnahme. Sie ist eine sehr ernste und oft humorarme, skeptische Person. Sie verliebt sich in Peter Benton und wechselt in der achten Staffel mit ihm in ein anderes Krankenhaus.
Dr. Finch wurde durch Michael Michele verkörpert und in der deutschen Synchronfassung von Heide Domanowski gesprochen.

### Dave Malucci
Dr. Dave Malucci beginnt in der sechsten Staffel als Assistenzarzt in der Notaufnahme zu arbeiten. Oftmals verhält er sich im Umgang mit Patienten sorglos und mit Kollegen sprücheklopfend und provokant. In der achten Staffel wird er wegen wiederholtem, unprofessionellen Verhalten entlassen; ausschlaggebend dafür ist Sex im Krankenwagen.
Dr. Malucci wurde durch Erik Palladino verkörpert und in der deutschen Synchronfassung von Christoph Banken gesprochen.

### Abby Lockhart

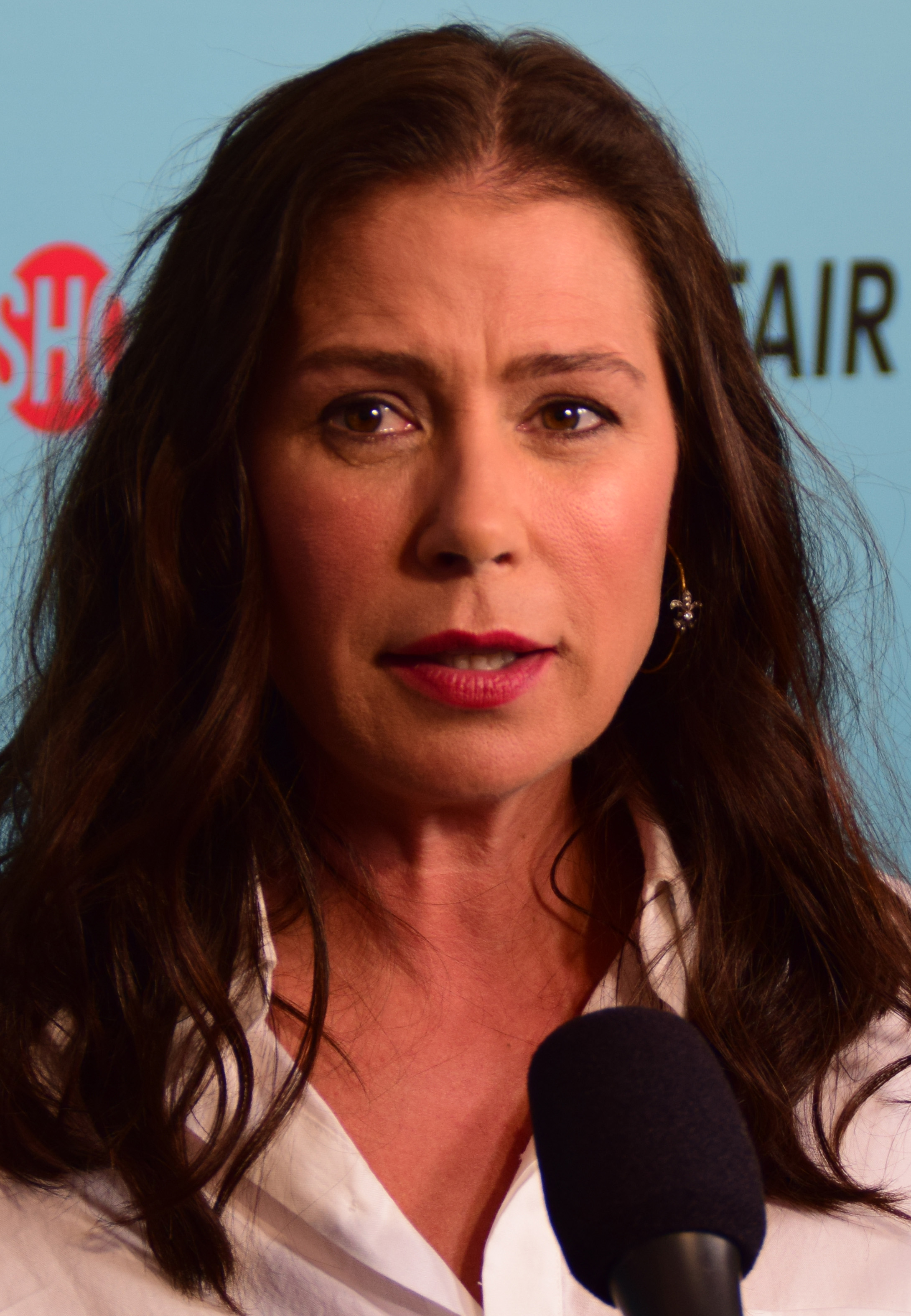
Maura Tierney, Darstellerin der Abby Lockhart

Abby Lockhart wird in der sechsten Staffel als Hebamme auf der Geburtsstation eingeführt. Diese Tätigkeit übt sie parallel zu ihrem Medizinstudium aus. Ab Staffelmitte arbeitet sie als studentische Praktikantin in der Notaufnahme. Wegen Geldmangels infolge ihrer Scheidung muss sie ihre Ausbildung abbrechen; sie arbeitet deshalb ab der siebten Staffel als Krankenschwester in der Notaufnahme.
In der siebten Staffel erscheint ihre Mutter Maggie Wyczenski, die bipolar gestört ist, zu einem unerwarteten Besuch. Weil Maggie ihre neuroleptischen Medikamente nicht einnehmen will, hat sie manische Schübe, sie verliert die Kontrolle, verschwindet und versucht später Suizid. Aus Angst vor ebenfalls bipolar gestörtem Nachwuchs hat Lockhart bereits einen Schwangerschaftsabbruch hinter sich. In der neunten Staffel stellt sich heraus, dass auch ihr Bruder Eric manisch-depressiv ist, sie versucht ihm zu einer Therapie zu verhelfen, allerdings eine lange Zeit über erfolglos.
Lockhart ist in der siebten Staffel mit Kovač liiert, erhält aber auch von Carter Avancen. Sie war früher alkoholkrank und beginnt in der achten Staffel erneut mit dem Trinken, weshalb sie sich – veranlasst durch Carter – abermals in eine Gruppe anonymer Alkoholiker begibt. Nachdem ihr Bruder bei der Trauerzeremonie für Carters Großmutter betrunken in das Grab gestürzt ist, endet ihre Liaison mit Carter.
In der neunten Staffel wird sie zur Oberschwester der Notaufnahme ernannt. In der zehnten nimmt sie ihr Medizinstudium wieder auf, welches sie bereits am Staffelende erfolgreich abschließt. Als Dr. Lockhart ist sie ab der elften Staffel Assistenzärztin. Sie verliebt sich erneut in Kovač und verlobt sich mit ihm. Ausgelöst durch einen Sturz bei einer Schießerei in der Notaufnahme kommt es bei ihr zu einer Frühgeburt des gemeinsamen Sohnes, bei der eine Hysterektomie nötig wird.
Einige Monate später erhält sie unverhofft Besuch von ihrem Vater, mit dem sie jahrzehntelang keinen Kontakt hatte; allerdings will sie nichts mehr mit ihm zu tun haben und schickt ihn fort. Die Heirat mit Kovač folgt am Ende der 13. Staffel. In der 14. Staffel beginnt sie wegen des Drucks, den Alltag ohne Kovač zu bestreiten, abermals mit dem Alkoholtrinken, zudem lässt sie sich auf einen Seitensprung ein. Aus diesen Gründen folgen Kovačs vorübergehende Trennung von ihr sowie eine Entziehungskur und beinahe die Entlassung von ihrer Arbeitsstelle. Dennoch erhält sie gegen Ende der 14. Staffel die Bestätigung der Krankenhausleitung, nach dem Ende ihrer Assistenzarztzeit dort als Oberärztin tätig zu sein. Ihre erste Schicht in dieser Funktion ist aber zugleich ihre letzte im County General, da sie Chicago zusammen mit ihrer Familie zwecks Neuanfang nach Boston verlässt.
Abby Lockhart wurde durch Maura Tierney verkörpert und in der deutschen Synchronfassung von Silke Matthias gesprochen.

### Jing-Mei Chen

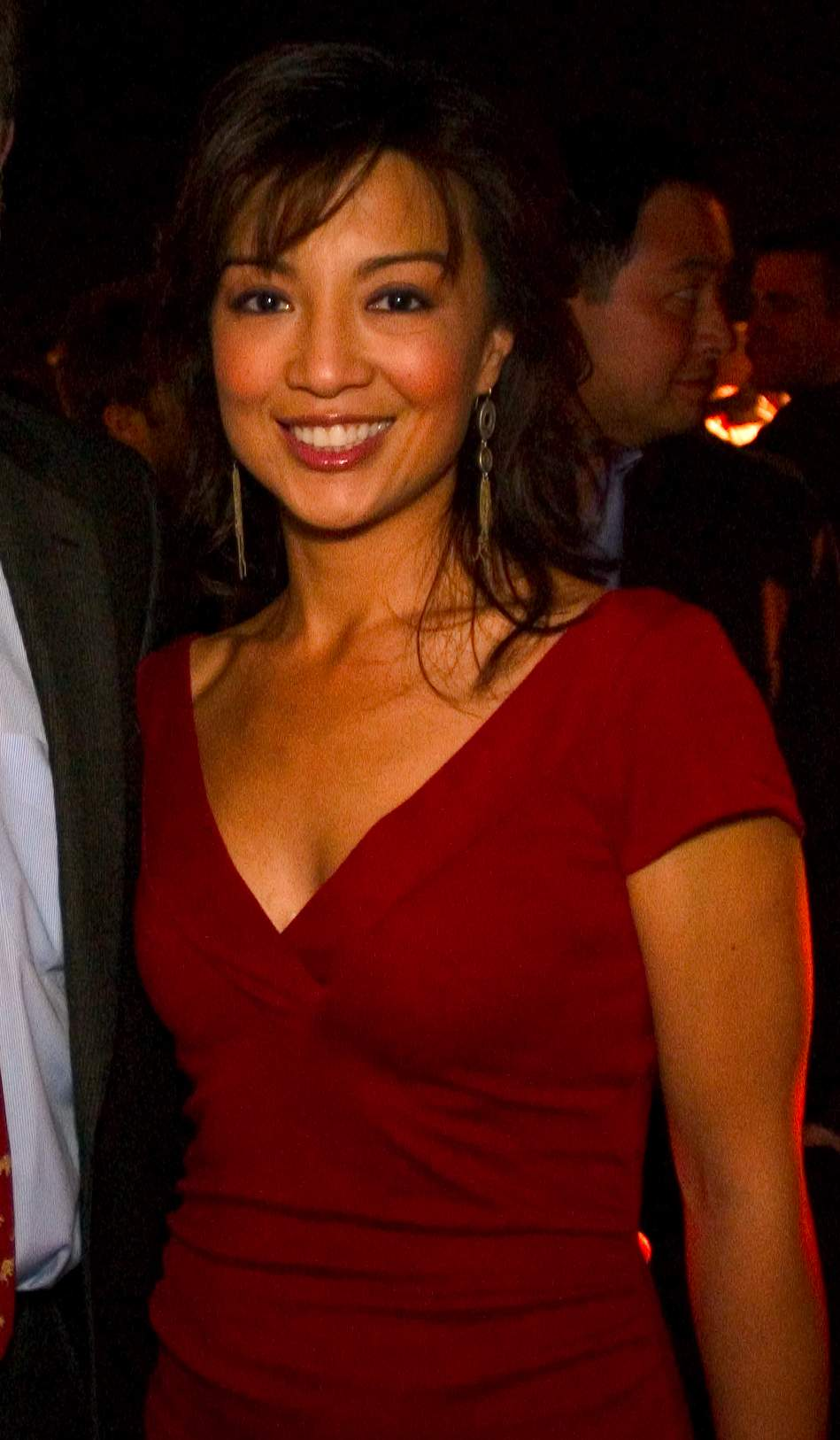
Ming-Na Wen, Darstellerin der Dr. Jing-Mei „Deb“ Chen

Die chinesischstämmige Jing-Mei Chen, teilweise Deborah oder Deb genannt, ist in der ersten Staffel als Medizinstudentin bzw. chirurgische Praktikantin zu sehen; wegen Überforderung bricht sie ihre Ausbildung ab. In der sechsten kehrt sie als Assistenzärztin zurück, nunmehr als Notfallmedizinerin. In der Folgestaffel gebiert sie einen Sohn, den sie sogleich zur Adoption freigibt. Ihren Eltern, die sie für bigott hält, teilt sie die Schwangerschaft zunächst nicht mit, weil das Kind von einem Schwarzen gezeugt wurde.
Zu Beginn der achten Staffel arbeitet sie als Funktionsoberärztin, kündigt aber nach wenigen Episoden ihre Arbeitsstelle, weil Weaver ihr als Folge eines durch Chen zu verantwortenden Behandlungsfehlers, durch den der Patient starb, diese Funktion aberkennen wollte. Nach einigen Wochen ermittelt Chen, dass Weaver mitverantwortlich für die missratene Behandlung ist, und erpresst so ihre Wiederanstellung, nunmehr als Oberärztin.
Ab der neunten Staffel ist sie mit Pratt liiert, dem sie den Grund für die Freigabe ihres Sohns zur Adoption aber verheimlicht. Nach dem Unfalltod ihrer Mutter in der zehnten Staffel pflegt sie den schwerkranken Vater privat. Weil sich die Pflege zeitlich nicht mit ihrem Dienstplan vereinbaren lässt, kündigt sie ihre Arbeitsstelle in der elften Staffel. Sie leistet ihrem Vater auf seinen Wunsch hin Sterbehilfe.
Jing-Mei Chen wurde durch Ming-Na Wen verkörpert und in der deutschen Synchronfassung von Ghadah Al-Akel gesprochen.

### Michael Gallant

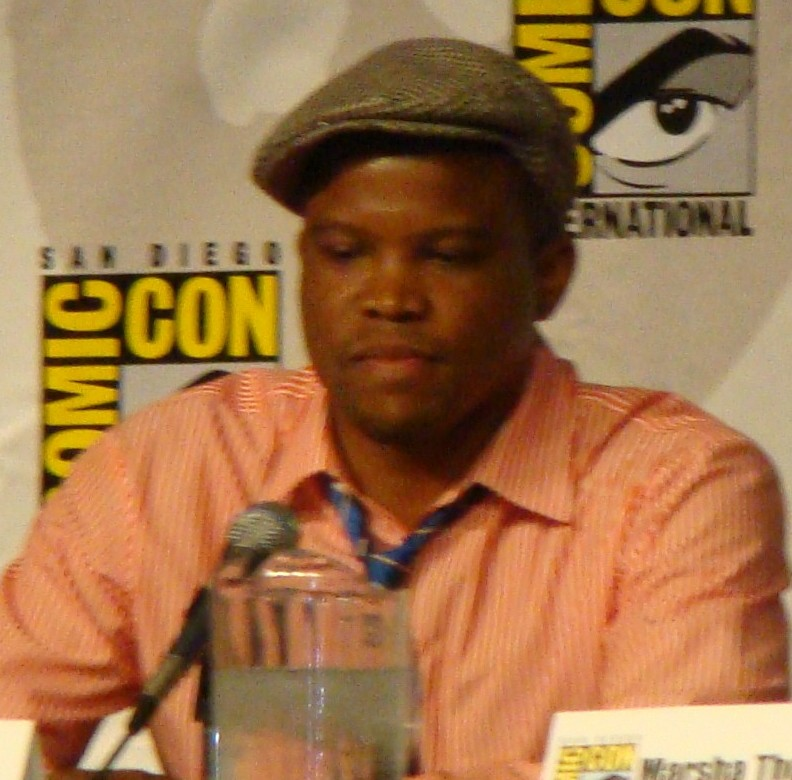
Sharif Atkins, Darsteller des Dr. Michael Gallant

Michael Gallant wird in der achten Staffel als Medizinstudent im Praktikum eingeführt, er ist zudem Reservist bei der US-Army. In der zehnten Staffel, in der er als AiPler tätig ist, gibt es erste Anzeichen für eine Liebesbeziehung zwischen ihm und Neela Rasgotra. Ihre Schuld für einen Behandlungsfehler nimmt er auf sich, um sie zu schützen. Kurz darauf gibt er seine Arbeitsstelle auf, weil die Armee ihn für den Einsatz im Irakkrieg einzieht, wo er fortan als Lazarettarzt im Range eines Captains tätig ist. Bei einem Kurzauftritt früh in der zwölften Staffel heiratet er Neela ganz spontan. Kurz darauf kehrt er aber aus einer inneren Verpflichtung heraus zurück in den Einsatz im Irak, wo er am Staffelende durch eine Minenexplosion zu Tode kommt.
Michael Gallant wurde durch Sharif Atkins verkörpert und in der deutschen Synchronfassung von Markus Pfeiffer gesprochen.

### Greg Pratt

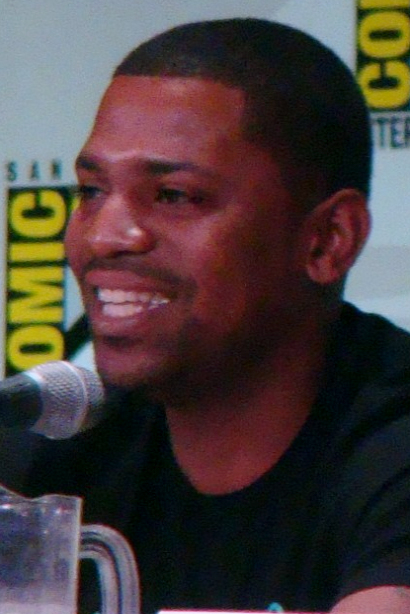
Mekhi Phifer, Darsteller des Dr. Gregory Pratt

Dr. Gregory Pratt wird in der achten Staffel als AiPler in die Handlung eingeführt. Bei seinen ersten Auftritten zieht er sich durch waghalsiges und arrogantes Verhalten den Unmut seiner Kollegen und Vorgesetzten zu. Ab der neunten Staffel ist er als notfallmedizinischer Assistenzarzt tätig. Zu eigenmächtiges Verhalten Pratts hat in der zehnten Staffel zur Folge, dass er einem Patienten bei der Intubation versehentlich das Genick bricht. In der elften Staffel wird ihm vonseiten seiner Vorgesetzten mangelhafte Führungsqualität nachgesagt; die Möglichkeit einer Bewerbung als Funktionsoberarzt lässt er ungenutzt.
Pratt kümmert sich schon seit langem um seinen geistig behinderten Adoptivbruder Leon. Nachdem der in der neunten Staffel von Freunden ausgenutzt und unbeabsichtigt in kriminelle Machenschaften verstrickt wurde, bringt Pratt ihn vor der Polizei in Schutz. Pratt hat nacheinander mehrere Liebesbeziehungen mit Frauen; allerdings steht er langfristigen Bindungen eher abgeneigt gegenüber. Am Ende der zehnten Staffel hat er mit seiner Geliebten Dr. Chen einen schweren Autounfall, bei dem ein Patient stirbt.
In der elften Staffel findet er in Chicago zufällig seinen Vater Charlie Pratt wieder, zu dem er jahrzehntelang keinen Kontakt hatte. Greg erfährt erstmals, dass Charlie gezwungenermaßen nicht an Gregs Erziehung beteiligt war, weil seine leibliche Mutter Charlie verschmähte. Über Charlie lernt Greg auch seinen Halbbruder Chaz Pratt kennen. Von Chaz’ Schwulsein zunächst schockiert, akzeptiert Greg ihn im Laufe der Zeit, in der Chaz auch als Rettungshelfer tätig wird.
In der zwölften Staffel schützt er einen befreundeten Patienten vor strafrechtlichen Konsequenzen, indem er heimlich dessen alkoholhaltige Blutprobe vertauscht. Nachdem Pratt sein strafbares Verhalten gegenüber  seinem Vorgesetzten zugegeben hat, schickt der ihn zwecks Buße zu einem mehrwöchigen ärztlichen Einsatz in ein Flüchtlingslager in Darfur. Dort gerät Pratt auch in Lebensgefahr.
Ab der 13. Staffel ist er Oberarzt. Darin unterstützt er trotz fehlender Apothekerlizenz eine Medikamententauschbörse, die ein Pfarrer unter seinen überwiegend schwarzen, einkommensschwachen Gemeindemitgliedern illegal betreibt, mit Arzneimitteln. Nachdem einer der Empfänger solcher Mittel falsch medikamentiert gestorben ist, wird Pratt juristisch verfolgt. Auch wegen der Unzulänglichkeiten des öffentlichen Gesundheitssystems verzichtet die Kammer aber darauf, ihm die Approbation zu entziehen.
Ebenfalls ab der 13. Staffel ist er mit der radiologischen Chefärztin Dr. Bettina DeJesus liiert. Sie trennt sich von ihm, weil er sich nicht fest an sie binden will. Erst nachdem sie wegen Dickdarmkrebs operiert wurde, gesteht er ihr als Grund für sein Verhalten seine bewusst unverbindlichen emotionalen Beziehungen zu Patienten ein. In der 14. Staffel bescheinigt ihm die Krankenhausleitung mangelnde Eigeninitiative, die er deshalb im weiteren Staffelverlauf trainiert. Durch die Explosion eines Krankenwagens, auf dessen beförderten Patienten ein Anschlag verübt wird, in der letzten Episode der 14. Staffel wird Pratt so schwer verletzt, dass er in der Folgeepisode stirbt. Darin stellt sich zudem heraus, dass er die freigewordene Stelle als Chefarzt der Notaufnahme erhalten hätte.
Dr. Pratt wurde durch Mekhi Phifer verkörpert und in der deutschen Synchronfassung von Dennis Schmidt-Foß gesprochen.

### Neela Rasgotra

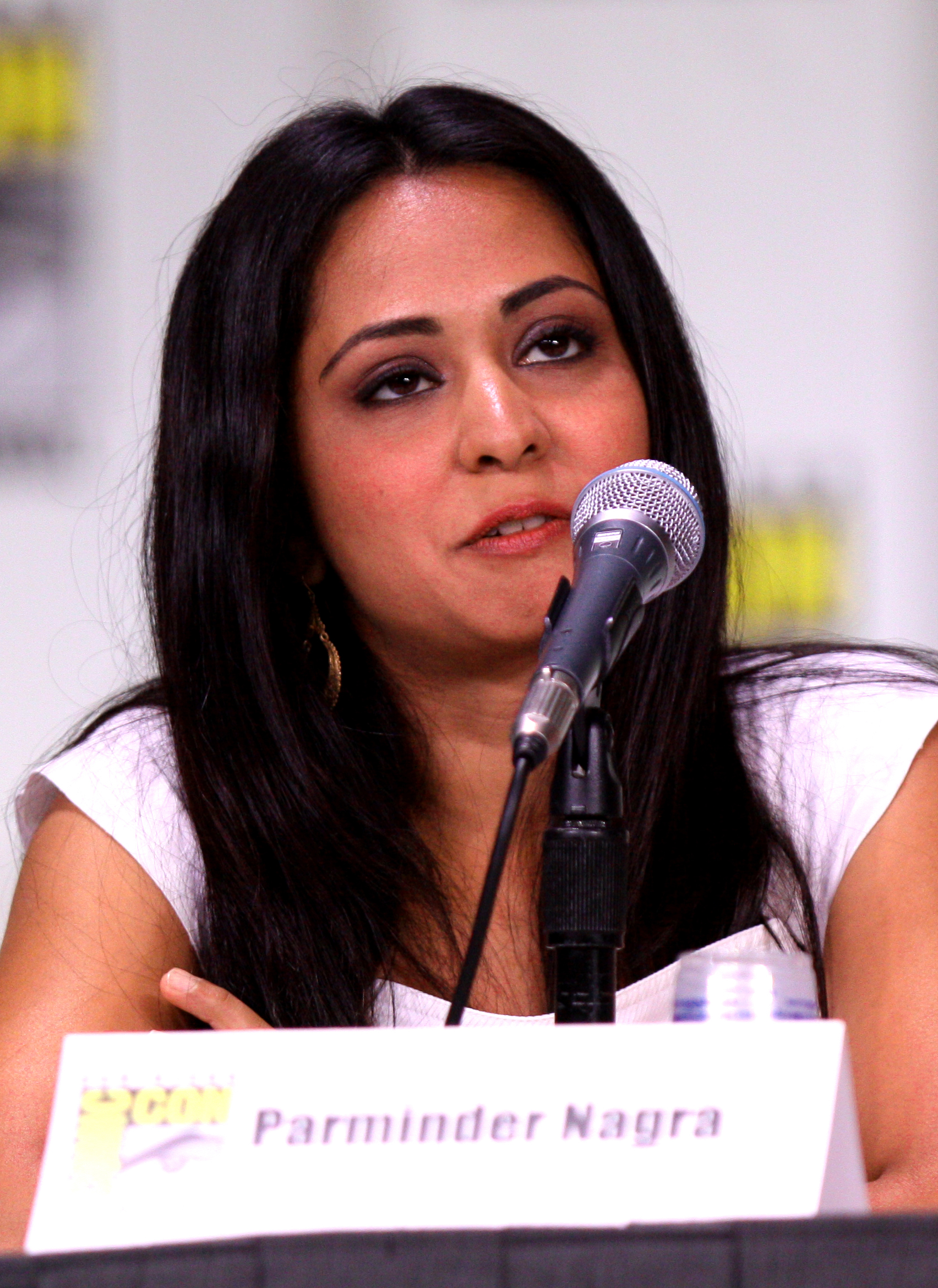
Parminder Nagra, Darstellerin der Dr. Neela Rasgotra

Die indisch-britische Neela Rasgotra beginnt in der zehnten Staffel ein Praktikum im Rahmen ihres Studiums, das sie am Staffelende erfolgreich abschließt. Gleich danach lehnt sie den Antritt der ihr bereits sicheren Arbeitsstelle als Dermatologin in Michigan ab, weil sie nicht davon überzeugt ist, diese Arbeit sei das Richtige für sie. Nach einigen Wochen auf Stellensuche (Staffel 11) lässt sie sich in der Notaufnahme als AiPlerin anstellen. Dort arbeitet sie auch in der zwölften Staffel als notfallmedizinische Assistenzärztin. Dr. Dubenko begeistert sie allerdings für die Chirurgie, wo sie in den letzten drei Staffeln als Assistenzärztin tätig ist.
Als ihr Gemahl Michael Gallant entgegen ihrem Willen in den Irak zurückkehrt, erkennt sie, dass sie ihn zu früh geheiratet hat. Durch seinen Tod am Ende der zwölften Staffel wird sie zur Witwe. In der 13. Staffel verliebt sie sich sowohl in Tony Gates als auch in Ray Barnett. Ende der 13., Anfang der 14. Staffel erleidet sie als Teilnehmerin einer eskalierenden Kundgebung schwere Verletzungen, wodurch sie im County General wiederbelebt und an der Leber notoperiert werden muss. In der 14. Staffel wird sie zunächst zur Mentorin für einen genialen, aber sozial unerfahrenen Assistenzarzt und arbeitet vorübergehend in der Orthopädie.
In der 15. Staffel geht ihre Assistenzarztzeit zu Ende; kurz vor dem Ende der Serie wechselt sie als chirurgische Oberärztin an das Krankenhaus in Louisiana, in dem auch ihr Freund Ray Barnett arbeitet.
Neela Rasgotra wurde durch Parminder Nagra verkörpert und in der deutschen Synchronfassung von Sonja Spuhl gesprochen.

### Samantha Taggart

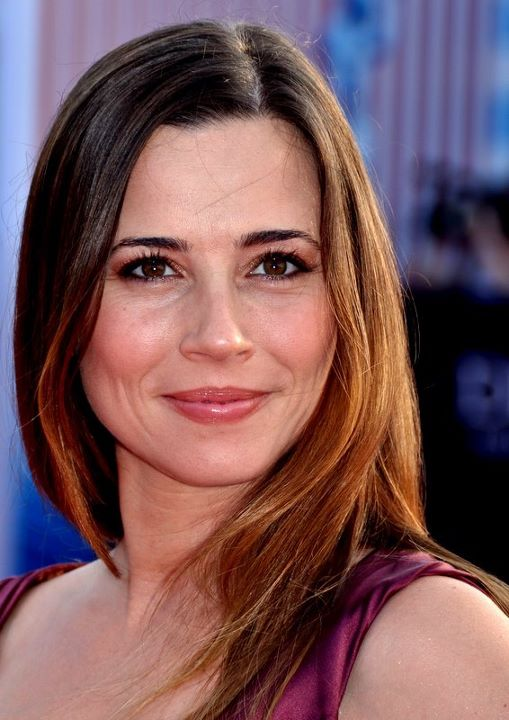
Linda Cardellini, Darstellerin der Samantha Taggart

Samantha Taggart, meist nur kurz Sam genannt, ist in den letzten sechs Staffeln Krankenschwester in der Notaufnahme. Sie ist alleinerziehend mit dem Sohn Alex, der Diabetes-krank ist. Als Alex’ drogenabhängiger und unzuverlässiger Vater Steve gegen Staffelende erscheint, um mit den beiden wieder eine Familie zu sein, flieht Sam mit Alex abermals vor ihm, lässt sich aber bald durch Luka zur Rückkehr bewegen. In der elften Staffel sind Sam und Luka ein Paar. Mehrmals übergeht Sam bei der Arbeit Lukas Anweisungen, einmal verursacht sie dadurch auch den Tod eines Patienten. Luka hilft Sam beim Wiederfinden des zu Steve fliehenden Alex. Kurz darauf, bei Beginn der zwölften Staffel, zerbricht die Liebesbeziehung unter anderem wegen Kommunikationsproblemen und, weil sie im Gegensatz zu ihm keine Kinder mehr bekommen will. Wenig später lässt sich Sam durch die neue Oberschwester Eve Peyton und eine Gehaltserhöhung dazu bewegen, ihre Kollegin Haleh zu feuern, macht diesen Schritt aber wenig später wieder reumütig rückgängig.
Gegen Ende der zwölften Staffel lässt sich Steve, mittlerweile Häftling in einem Gefängnis in Cook County, mit einigen Mitgefangenen in der Notaufnahme behandeln, nur um den Ort zur Flucht aus ihrer Haft zu nutzen. Dabei verursachen sie eine Schießerei und entführen Sam und Alex. Nachdem Sam von Steve vergewaltigt wurde, erschießt sie ihn kaltblütig und ohne Notwehr. Ein einflussreicher und vermögender MDS-Patient hilft ihr nach Beginn der 13. Staffel durch seine Beziehungen, der strafrechtlichen Verfolgung wegen Mordes zu entgehen. Sie ist bei diesem Patienten bereits ab der zwölften Staffel eine Zeitlang nebenberuflich als Privatpflegerin tätig und wohnt mit Alex auch bei ihm. Alex wird als Folge von Steves Tod zunehmend schwer erziehbar und verursacht fahrlässig einen Wohnungsbrand; kurz darauf schickt sie ihn in ein Internat für verhaltensauffällige Jugendliche.
In der 15. Staffel, in der sie mit der klinischen Phase ihrer Weiterbildung zur Anästhesieschwester beginnt, zieht sie mit Alex und ihrem neuen Liebhaber Tony Gates sowie dessen Stieftochter Sarah in eine Wohnung. Die Beziehung leidet schwer durch eine schwere Verletzung von Alex. Später in der Staffel ist sie durch die Abwesenheit ihrer Schwester dazu gezwungen, sich um ihre demente Mutter zu kümmern, die einen Schlaganfall erleidet.
Sam Taggart wurde durch Linda Cardellini verkörpert und in der deutschen Synchronfassung von Dascha Lehmann gesprochen.

### Archie Morris

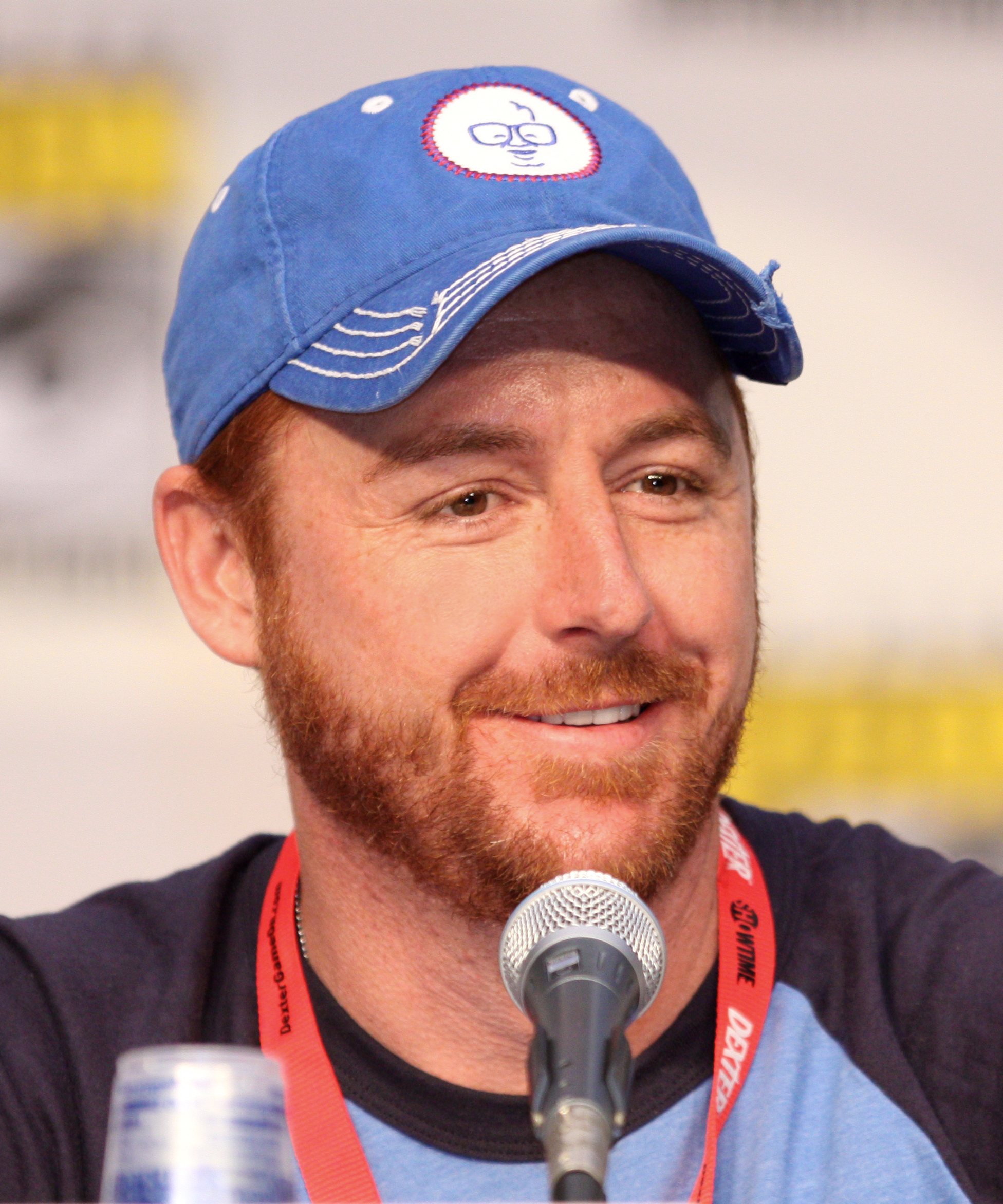
Scott Grimes, Darsteller des Dr. Archie Morris

Dr. Archibald Morris wird in der zehnten Staffel als Assistenzarzt für Notfallmedizin eingeführt. Bei seinen ersten Auftritten fällt er wegen zimperlichem und unsensiblem Verhalten sowie wegen Kiffens auf. In den ersten Staffeln ist er oft in der Rolle eines Tollpatschs und Chaoten. Auch deshalb löst seine Ernennung zum Funktionsoberarzt gegen Ende der elften Staffel große Verwunderung unter seinen Kollegen aus. Er hat vier Brustwarzen. In der zwölften Staffel erhält er erstmals Besuch von vier Kindern, die durch Sperma gezeugt wurden, welches er im Rahmen mehrerer Samenspenden abgab.
Am Ende der zwölften Staffel beendet er seine Arbeit im County General und ist er als Vertriebler für ein Pharmaunternehmen tätig. Weil ihm diese Tätigkeit aber rasch missfällt, lässt er sich kurz nach Beginn der 13. Staffel wieder im Krankenhaus anstellen, nunmehr als Oberarzt. Er gehört gegen Ende der 14. Staffel zu den Gefangenen eines Geiselnehmers, der in der Notaufnahme erschossen wird, und begibt sich daher vorübergehend in psychiatrische Behandlung.
Er hat in der 13. Staffel eine Liebesbeziehung mit einer streng christlich gläubigen Assistenzärztin, in der 15. Staffel mit einer Polizistin.
Dr. Morris wurde durch Scott Grimes verkörpert und in der deutschen Synchronfassung von Robin Kahnmeyer gesprochen.

### Ray Barnett

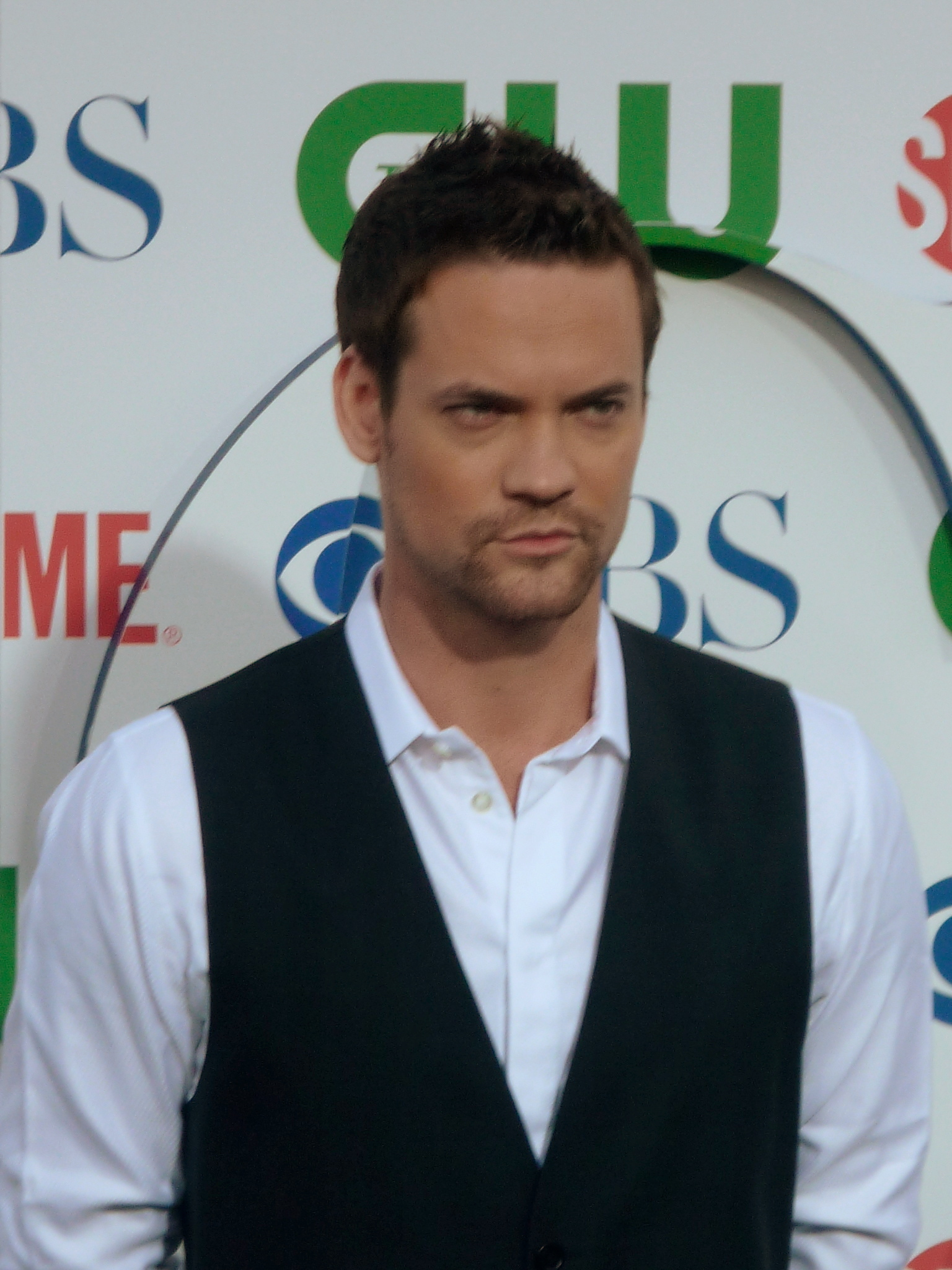
Shane West, Darsteller des Dr. Ray Barnett

Dr. Ray Barnett arbeitet ab der elften Staffel als Assistenzarzt in der Notaufnahme und ist nebenberuflich als Rockmusiker tätig. In seinem ersten Jahr im Krankenhaus muss er lernen, dass das Patientenwohl wichtiger ist, als zwecks Teilnahme an Gigs pünktlich Feierabend zu machen. In der zwölften Staffel bemerkt er zu spät, dass seine Sexualpartnerin Zoe minderjährig ist, und kommt dadurch in Konflikt mit ihrem Vater. Weil Barnett wegen seines Arztberufs zu wenig Zeit für seine Band erübrigen kann, schließen ihn seine Bandkollegen in der zwölften Staffel aus der Band aus. Darin scheitert er zudem damit, seine indes verheiratete Mitbewohnerin Neela Rasgotra als Liebhaberin zu gewinnen. Dennoch versucht er das bei der mittlerweile verwitweten Neela auch in der 13. Staffel; dabei ist er Rivale seines Kollegen Tony Gates. In dem Glauben, den Kampf um Neela verloren zu haben, betrinkt er sich bei einer Feier kurz vor dem Ende der 13. Staffel. Am selben Abend hat er als betrunkener Fußgänger einen schweren Verkehrsunfall, in dessen Folge ihm außerhalb des County General beide Unterschenkel amputiert werden und er nicht mehr zur Arbeit in die Notaufnahme zurückkehrt. Bei einem Besuch in Chicago in der 15. Staffel bewegt er sich scheinbar mühelos mit Unterschenkelprothesen. Darin ist er zudem als Physiotherapeut in einem Krankenhaus in Louisiana zu sehen.
Dr. Barnett wurde durch Shane West verkörpert und in der deutschen Synchronfassung von Marius Clarén gesprochen.

### Tony Gates

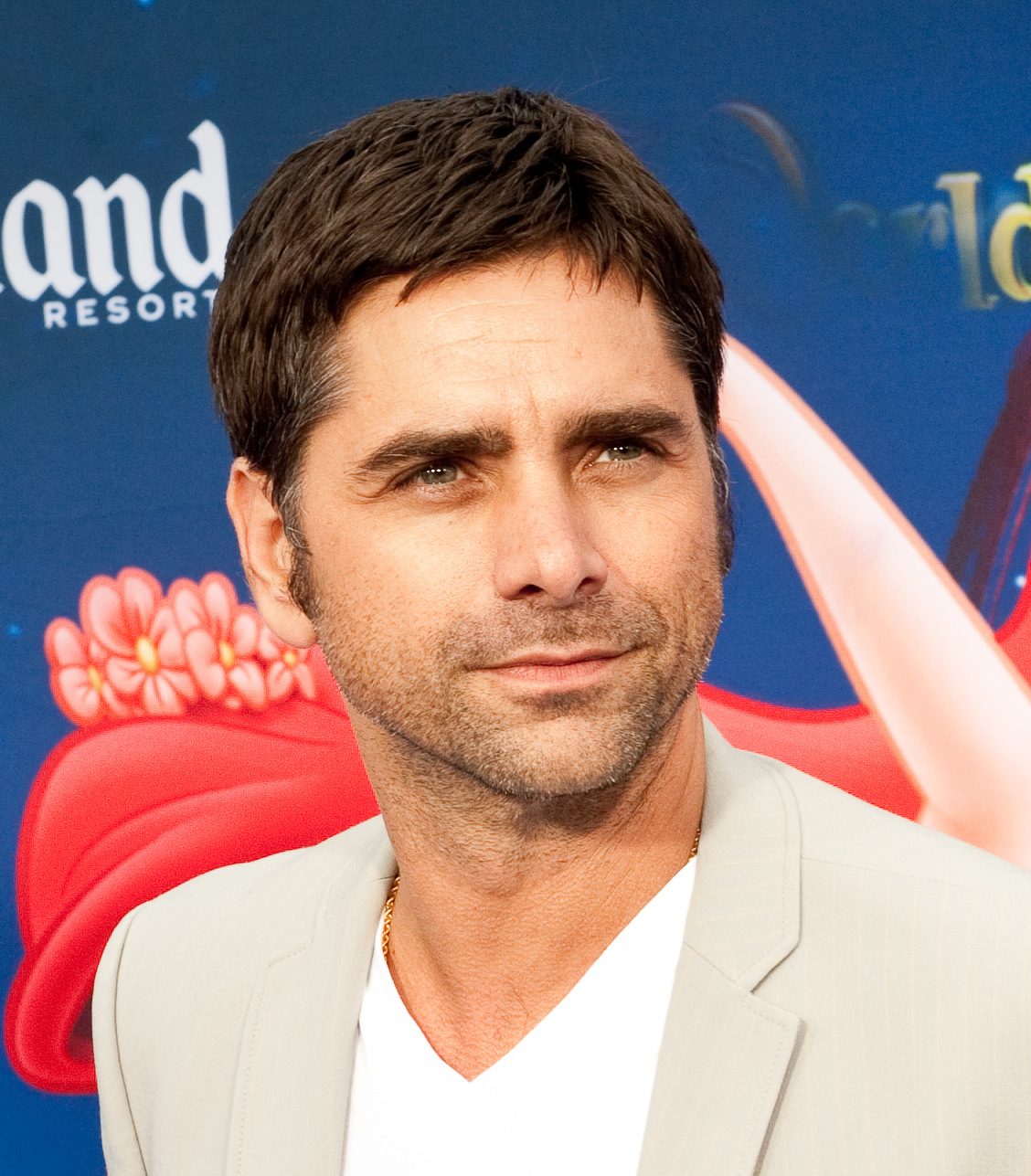
John Stamos, Darsteller des Dr. Tony Gates

Tony Gates erscheint erstmals in der zwölften Staffel als Rettungshelfer, der auch Medizin studiert. Ab der 13. Staffel ist er als Assistenzarzt in der Notaufnahme tätig, wird aber in jener Staffel trotzdem – im Unterschied zu anderen Assistenzärzten – manchmal als Student bezeichnet und angesprochen.
Als Gates mit der Assistenzärztin Neela Rasgotra eine Liebesbeziehung eingeht, trennt er sich von seiner Lebensgefährtin Meg Riley, für deren Tochter Sarah er nach dem Tod ihres Mannes Keith zu einem Ersatzvater wurde. Kurz bevor Meg aus Verbitterung über die Trennung Suizid begeht, sagt sie ihm, dass Sarah seine Tochter sei. Obwohl sich diese Aussage nach einigen Monaten als falsch herausstellt, kämpft Tony juristisch um das Sorgerecht für Sarah. Diesen Kampf verliert er am Ende der 13. Staffel vorerst, da Sarahs leibliche Großeltern sie bei sich aufnehmen. Weil sich die Großeltern mit Saras Erziehung überfordert fühlen, entlassen sie sie wieder in Gates’ Obhut.
Wegen seiner familiären Angelegenheiten, zu denen auch das unerwartete Auftauchen seines alkoholsüchtigen, arbeitslosen Vaters in der 13. Staffel gehört, verlässt er manchmal seinen Arbeitsplatz, woführ er von Vorgesetzten kritisiert wird. Deshalb und wegen Insubordination wird er zu Beginn der 14. Staffel vorübergehend auf die Intensivstation strafversetzt. Dort wird er für einen jungen Patienten mit Fazio-Londe-Syndrom zu einem väterlichen Freund. Zurückgekehrt in die Notaufnahme, verliebt er sich zunächst in die Krankenhausseelsorgerin Julia Dupree, wenig später in Krankenschwester Sam Taggart. In der 15. Staffel lebt er mit Sam, ihrem Sohn Alex und Sarah als Patchwork-Familie. Wegen einer schweren Verletzung Alex’ infolge eines Vereinbarungsbruchs von Gates kommt es zu einer vorübergehenden Trennung zwischen ihm und Sam.
Ebenfalls in der 15. Staffel setzt sich Gates, der mit Keith im zweiten Golfkrieg als US-Soldat gekämpft hat, sehr für einen Diabetes-Patienten ein, der als traumatisierter Irakkriegsveteran obdachlos ist.
Tony Gates wurde durch John Stamos verkörpert und in der deutschen Synchronfassung von Jaron Löwenberg gesprochen.

### Simon Brenner

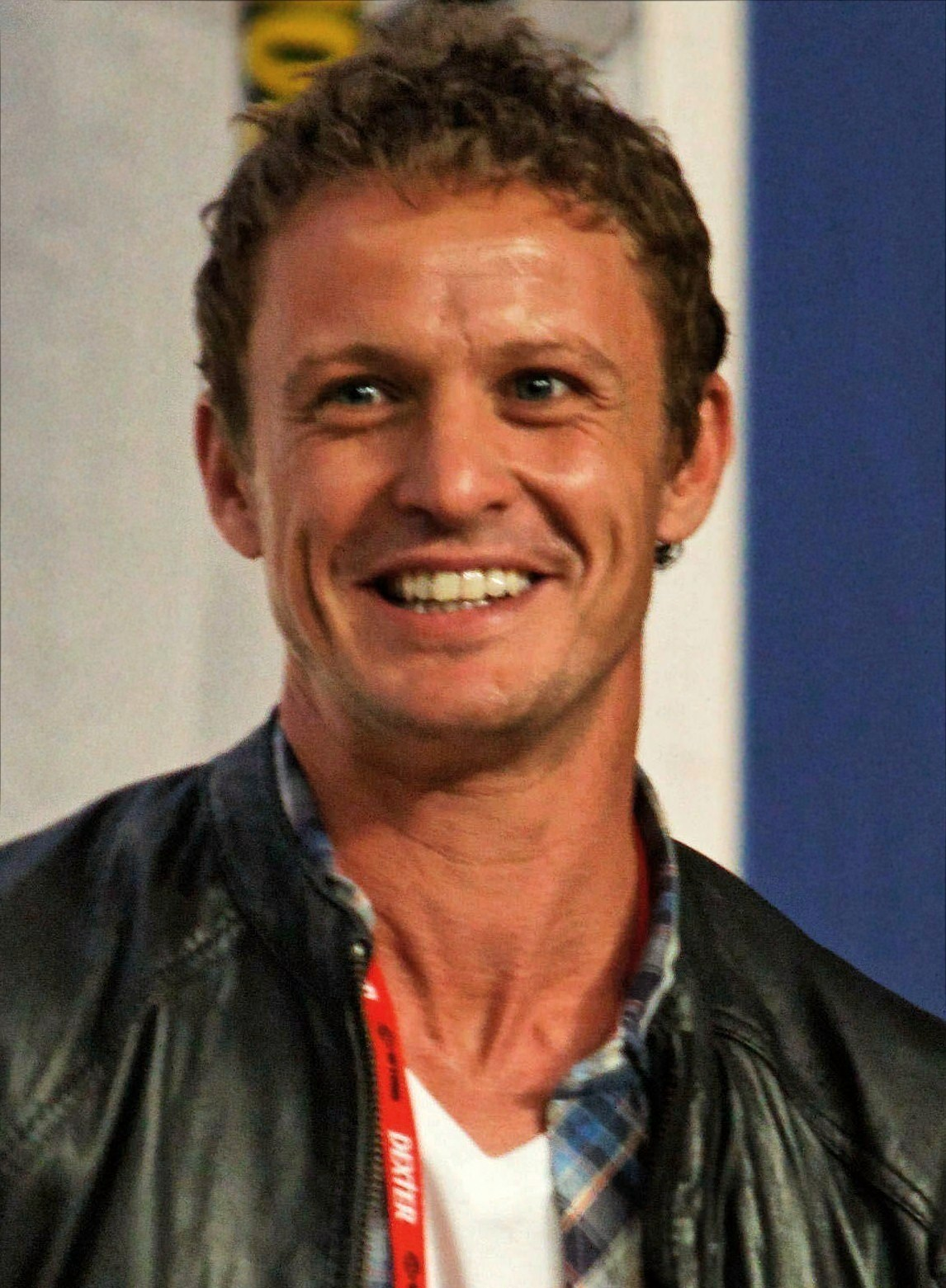
David Lyons, Darsteller des Dr. Simon Brenner

Dr. Simon Brenner ist ab Mitte der 14. Staffel als Oberarzt in der Notaufnahme tätig. Da er ein Neffe von Dr. Anspaugh ist, wird ihm an seinem neuen Arbeitsplatz nachgesagt, diese Stelle durch Vitamin B erhalten zu haben. Von einem männlichen Freund seiner Mutter wurde er im Kindesalter sexuell missbraucht. Deswegen reagiert er auf Patienten oder Angehörige, die unter Missbrauchsverdacht stehen, besonders empfindlich. Weil er die diesbezüglichen Kindheitserlebnisse nicht mit Neela Rasgotra teilen mag, beendet diese die gemeinsame Liebesbeziehung. Gegen Staffelende ist er als psychiatrisch behandelter Patient zu sehen.
Dr. Brenner wurde durch David Lyons verkörpert und in der deutschen Synchronfassung von Frank Schaff gesprochen.

### Kate Banfield

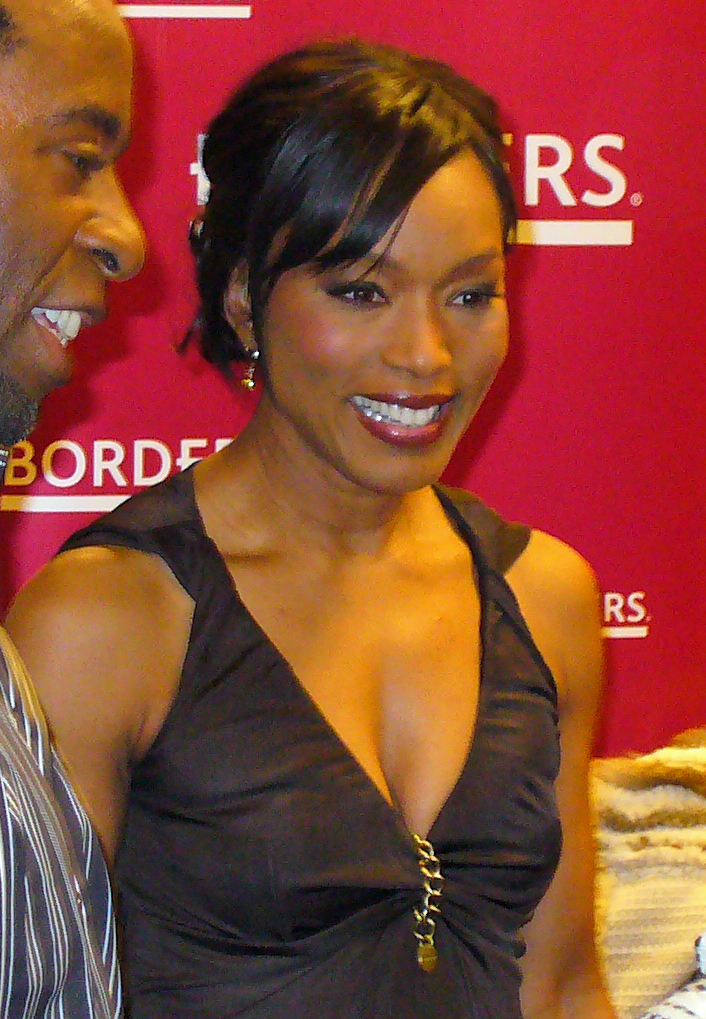
Angela Bassett, Darstellerin der Dr. Kate Banfield

Dr. Catherine Banfield ist in der letzten Staffel Chefärztin der Notaufnahme und wird als solche von ihren Kollegen oft als sehr streng beurteilt. Zur Handlungszeit der achten Staffel starb ihr 5-jähriger Sohn in der Notaufnahme des County General an einem Schlaganfall, den er als Folge von bis dahin unentdeckter Leukämie erlitten hatte. Nach diesem Ereignis lebte sie jahrelang abgeschottet von anderen Menschen sowie in Australien. Nach dem Tod des Sohnes und, bevor sie im County General zu arbeiten begann, erlitt sie eine Fehlgeburt. Trotz äußerst geringer Erfolgsaussichten – sie ist bereits über 40 Jahre alt – lässt sie in der 15. Staffel eine In-vitro-Befruchtung vornehmen. Da diese erfolglos verläuft, beabsichtigt sie mit ihrem Ehemann Russell die Adoption eines Kindes. Schließlich einigt sie sich mit einer verzweifelten Teenager-Mutter auf eine offene Adoption von deren Neugeborenem.
Dr. Banfield wurde durch Angela Bassett verkörpert und in der deutschen Synchronfassung von Anke Reitzenstein gesprochen.

## Wichtige Nebenfiguren

### David Morgenstern

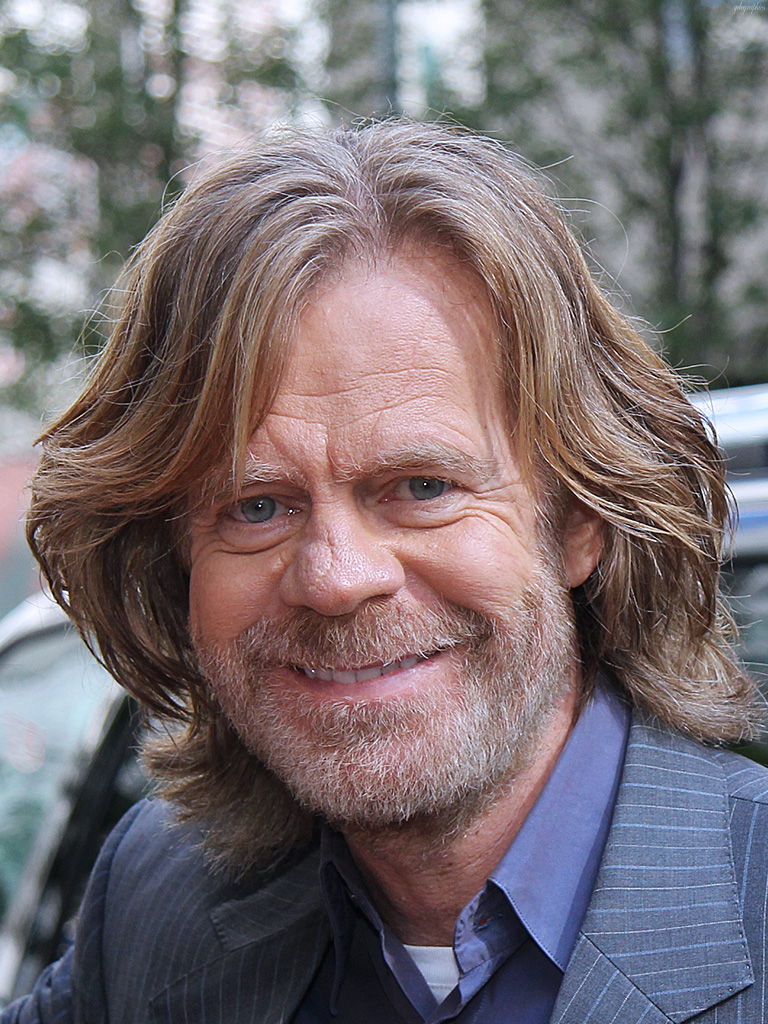
William H. Macy, Darsteller des Dr. Morgenstern

Dr. David Morgenstern ist chirurgischer Oberarzt, Chefarzt der Chirurgie und bis zur vierten Staffel auch Leiter der Notaufnahme. Nach der Genesung von einem Herzinfarkt wieder zur Arbeit zurückgekehrt, unterläuft ihm bei einem Standardeingriff ein fataler Fehler, den er zunächst zu vertuschen und Dr. Benton anzuhängen versucht, dann aber – einhergehend mit seiner Kündigung – zugibt.

### Donald Anspaugh
Dr. Donald Anspaugh ist Chirurg und von der dritten bis fünften Staffel ärztlicher Direktor, in der fünften Staffel auch Leiter der Notaufnahme. Ab der sechsten Staffel tritt er nur in ein bis zwei Episoden pro Staffel auf, meist als ein Mitglied der Krankenhausleitung.

### Maggie Doyle
Dr. Maggie Doyle, die sich gut mit Schusswaffen und Projektilen auskennt, ist in der dritten Staffel AiPlerin und in den folgenden beiden Staffeln Assistenzärztin in der Notaufnahme. Im Zusammenhang mit ihrer Homosexualität strengt sie in der fünften Staffel gegen Dr. Romano ein internes Verfahren wegen sexueller Belästigung an. Damit erleidet sie aber einen Rückschlag, als ihr Dr. Corday ihre Unterstützung entzieht.

### Lucien Dubenko
Dr. Lucien Dubenko wird in der elften Staffel als chirurgischer Oberarzt in die Handlung eingeführt. Kurz darauf wird er Nachfolger Dr. Cordays als Leiter der Chirurgie. Um in der Notaufnahme nicht persönlich zu erscheinen, gibt er in der 11. Staffel manchmal per fahrbarem Roboter Ferndiagnosen und -behandlungsanweisungen ab. In der zwölften Staffel lässt er sich wegen eines Prostatakarzinoms operieren. In der 14. Staffel ist er bei einer Liebesbeziehung mit der Notaufnahme-Chefärztin Dr. Skye Wexler zu sehen. Am Ende jener Staffel kündigt er seine Arbeitsstelle als Chirurg aus Protest gegen Beschwerden, die gegen ihn wegen des Todes einer Patientin erhoben wurden. Auch auf das Drängen von Dr. Rasgotra hin nimmt er seinen Job zu Beginn der Folgestaffel wieder auf.

### Victor Clemente
Dr. Victor Clemente arbeitet in der zwölften Staffel als Oberarzt in der Notaufnahme. Er erweckt Aufmerksamkeit durch seine unkonventionellen Behandlungsmethoden, darunter den Einsatz eines selbst mitgebrachten Apparats, und durch Sprücheklopfen. An seinem vorherigen Arbeitsort, einem Krankenhaus in Newark, verliebte er sich in die dortige Krankenschwester Jodie Kenyon. Weil Jodies Ehemann, der Polizist Bobby Kenyon, dies zu unterbinden versuchte, floh Clemente aus Newark. Nunmehr im County General arbeitend, wird Clemente durch Jodie aufgesucht, die mit ihm zusammenleben will. Gemeinsam mit ihr Drogen konsumierend, vernachlässigt er seinen Beruf, bis sie beide durch Bobby gefunden und angeschossen werden. In der Folge dieses Ereignisses ist er posttraumatisch belastet und schlaflos, bis er durch offenes Urinieren auf einer Straßenkreuzung einen Eklat verursacht und er in psychiatrische Behandlung kommt.

### Andere (Auswahl)
- (Dr.) Dale Edson, Chirurg, dargestellt durch Matthew Glave
- Adele Newman, Sozialdienstangestellte, dargestellt durch Erica Gimpel
- Al Boulet, Ehemann von Jeanie Boulet, dargestellt durch Wolfgang Bodison (Staffel 1) bzw. Michael Beach (ab Staffel 2)
- Al Grabarsky, Polizist, dargestellt durch Mike Genovese
- Alex Taggart, Sohn von Sam Taggart, dargestellt durch Oliver Davis (bis Staffel 11) bzw. Dominic Janes (ab Staffel 12)
- Brian Dumar, Rettungssanitäter, dargestellt durch Brian Lester
- Carla Reece bzw. Carla Simmons, Mutter von Reece Benton, dargestellt durch Lisa Nicole Carson
- Charlie Pratt, Vater von Dr. Pratt, dargestellt durch Danny Glover
- Chloe Lewis, Schwester von Dr. Lewis, dargestellt durch Kathleen Wilhoite
- Christine Harms, Rettungssanitäterin, dargestellt durch Michelle Bonilla
- Chuck Martin, Rettungsflieger, dargestellt durch Donal Logue
- Chuny Marquez, Krankenschwester Notaufnahme, dargestellt durch Laura Cerón
- Connie Oligario, Krankenschwester Notaufnahme, dargestellt durch Conni Marie Brazelton
- David Greene, Vater von Dr. Greene, dargestellt durch John Cullum
- Dawn Archer, Krankenschwester Notaufnahme, dargestellt durch Angel Laketa Moore
- Doris Pickman, Rettungssanitäterin, dargestellt durch Emily Wagner
- Dr. Alexander Babcock, Anästhesiologe, dargestellt durch David Brisbin
- Dr. Angela Hicks, Chirurgin, dargestellt durch CCH Pounder
- Dr. Bettina DeJesus, Freundin von Dr. Pratt, dargestellt durch Gina Ravera
- Dr. Carl DeRaad, Chefarzt der Psychiatrie, dargestellt durch John Doman
- Dr. Charles Corday, Vater von Elizabeth Corday, dargestellt durch Paul Freeman
- Dr. Dustin Crenshaw, Chirurg, dargestellt durch J. P. Manoux
- Dr. Jack Kayson, Leitender Kardiologe, dargestellt durch Sam Anderson
- Dr. Janet Coburn, Gynäkologin, dargestellt durch Amy Aquino
- Dr. Jessica Albright, Chirurgin, dargestellt durch Dahlia Salem
- Dr. Kevin Moretti, Chefarzt der Intensivstation, danach der Notaufnahme, dargestellt durch Stanley Tucci
- Dr. Maggie Doyle, Assistenzärztin, dargestellt durch Jorja Fox
- Dr. Neil Bernstein, Leiter der Pädiatrie, dargestellt durch David Spielberg
- Dr. Paul Grady, Assistenzarzt, dargestellt durch Gil McKinney
- Dr. William Swift, Notfallmediziner, dargestellt durch Michael Ironside
- Dwight Zadro, Rettungssanitäter, dargestellt durch Montae Russell
- E-Ray Bozman, Notaufnahmekoordinator, dargestellt durch Charles Noland
- Frank Martin, Notaufnahmekoordinator, dargestellt durch Troy Evans
- Haleh Adams, Krankenschwester Notaufnahme, dargestellt durch Yvette Freeman
- Hank Loman, Patient, dargestellt durch Paul Adelstein
- Hope Bobeck, Assistenzärztin, Christin, dargestellt durch Busy Philipps
- Isabelle Corday, Mutter von Elizabeth Corday, dargestellt durch Judy Parfitt
- Jackie Robbins, Schwester von Dr. Benton, dargestellt durch Khandi Alexander
- Jane Figler, Praktikantin, Assistenzärztin, dargestellt durch Sara Gilbert
- Jennifer Greene, (Ex-)Ehefrau von Dr. Greene, dargestellt durch Christine Harnos
- Jerry Markovic, Notaufnahmekoordinator, dargestellt durch Abraham Benrubi
- John „Jack“ Carter Jr., Vater von John Carter, dargestellt durch Michael Gross
- Kit, Krankenschwester Chirurgie, dargestellt durch Bellina Logan
- Lily Jarvik, Krankenschwester Notaufnahme, dargestellt durch Lily Mariye
- Linda Farrell, Pharma-Vertreterin, dargestellt durch Andrea Parker
- Lydia Wright, Krankenschwester Notaufnahme, dargestellt durch Ellen Crawford
- Maggie Wyczenski, Mutter von Abby Lockhart, dargestellt durch Sally Field
- Makemba „Kem“ Likasu, Freundin von Dr. Carter, dargestellt durch Thandie Newton
- Malik McGrath, Krankenpfleger Notaufnahme, dargestellt durch Deezer D
- Millicent Carter, Großmutter von Dr. Carter, dargestellt durch Frances Sternhagen
- Morales, Rettungssanitäter, dargestellt durch Demetrius Navarro
- Olivia Evans, Freundin von Dr. Pratt, dargestellt durch China Shavers
- Pamela Olbes, Rettungssanitäterin, dargestellt durch Lyn A. Henderson
- Rachel Greene, Tochter von Dr. Greene, dargestellt durch Yvonne Zima (bis Staffel 6) bzw. Hallee Hirsh (ab Staffel 8)
- Randi Fronczak, Notaufnahmekoordinatorin, dargestellt durch Kristin Minter
- Ray „Shep“ Shepard, Rettungssanitäter, dargestellt durch Ron Eldard
- Reese Benton, Sohn von Carla Reece, dargestellt durch Matthew Watkins
- Reggie Moore, Polizist, dargestellt durch Cress Williams
- Richard Elliott, MDS-Patient, dargestellt durch Armand Assante
- Roger McGrath, Partner von Carla Reece, dargestellt durch Victor Williams (bis Staffel 7), Vondie Curtis-Hall (Staffel 8)
- Samantha Sobriki, Frau von Paul Sobriki, dargestellt durch Liza Weil
- Sandy Lopez, Feuerwehrfrau, dargestellt durch Lisa Vidal
- Sarah Riley, Tochter von Meg Riley, dargestellt durch Chloe Greenfield
- Shirley, Krankenschwester Chirurgie, dargestellt durch Dinah Lenney
- Steve Curtis, Vater von Alex Taggart, dargestellt durch Cole Hauser (Staffel 10) bzw. Garret Dillahunt (ab Staffel 11)
- Timmy Rawlins, Notaufnahmekoordinator, dargestellt durch Glenn Plummer
- Walter Robbins, Schwager von Peter Benton, dargestellt durch Ving Rhames
- Wendy Goldman, Krankenschwester Notaufnahme, dargestellt durch Vanessa Marquez
- Yosh Takata, Krankenpfleger Notaufnahme, dargestellt durch Gedde Watanabe

## Chefärzte der Notaufnahme
Chronologisch aufsteigend sortiert.
- Dr. David Morgenstern – Staffeln 1 bis 4
- Dr. Kerry Weaver (kommissarisch) – Staffeln 4 bis 5
- Dr. Amanda Lee – Staffel 5
- Dr. Donald Anspaugh (interims) – Staffel 5
- Dr. Robert Romano (interims) – Staffel 5
- Dr. Kerry Weaver – Staffeln 6 bis 9
- Dr. Robert Romano – Staffeln 9 bis 10
- unbesetzt – Staffeln 10 bis 11
- Dr. Susan Lewis – Staffeln 11 bis 12
- Dr. Luka Kovač – Staffeln 12 bis 13
- Dr. Kevin Moretti – Staffeln 13 bis 14
- Dr. Skye Wexler (interims) – Staffel 14
- Dr. Kate Banfield – Staffel 15